# Atomové bombardování Hirošimy a Nagasaki

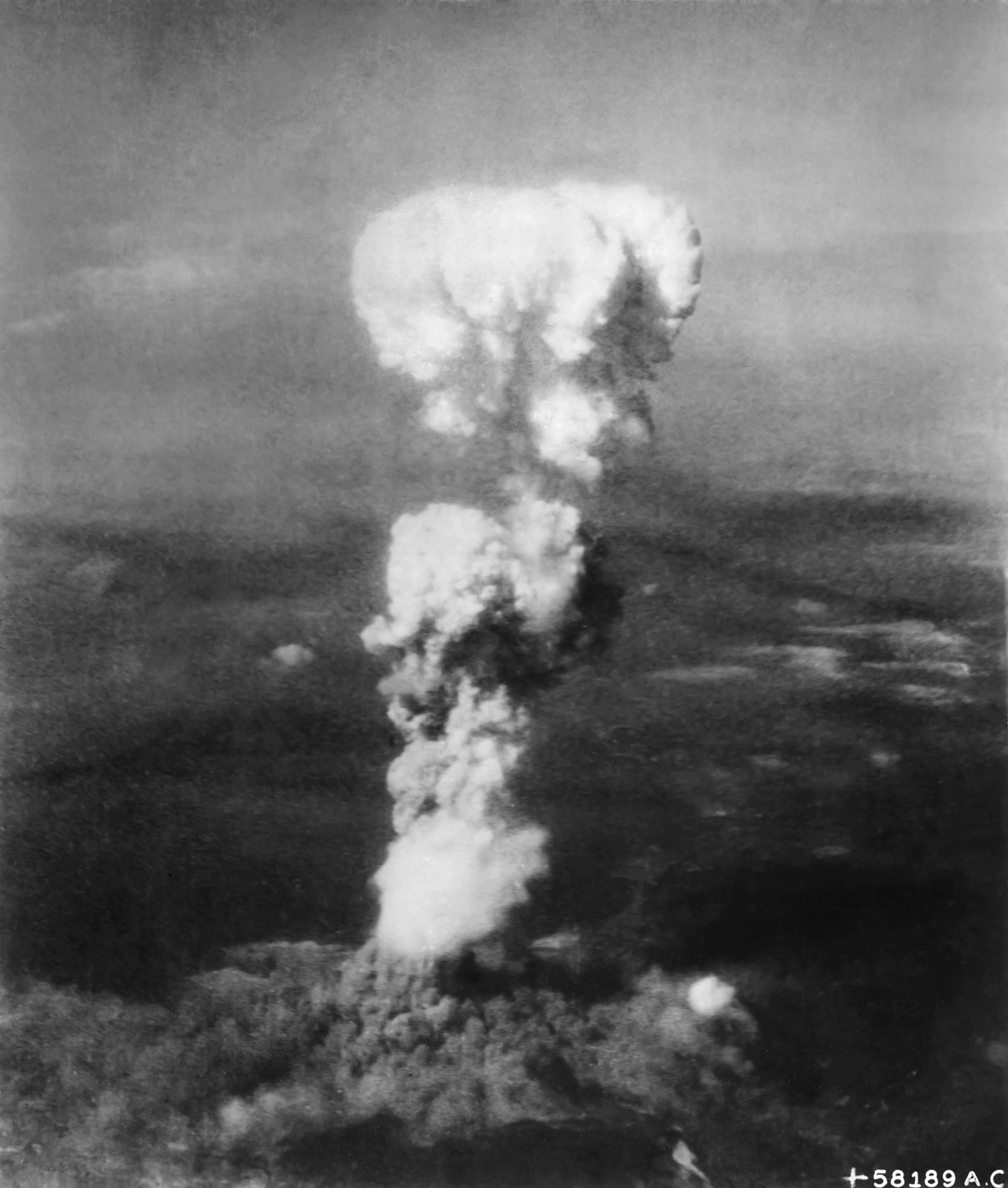
Atomový hřib nad Hirošimou po dopadu Little Boy

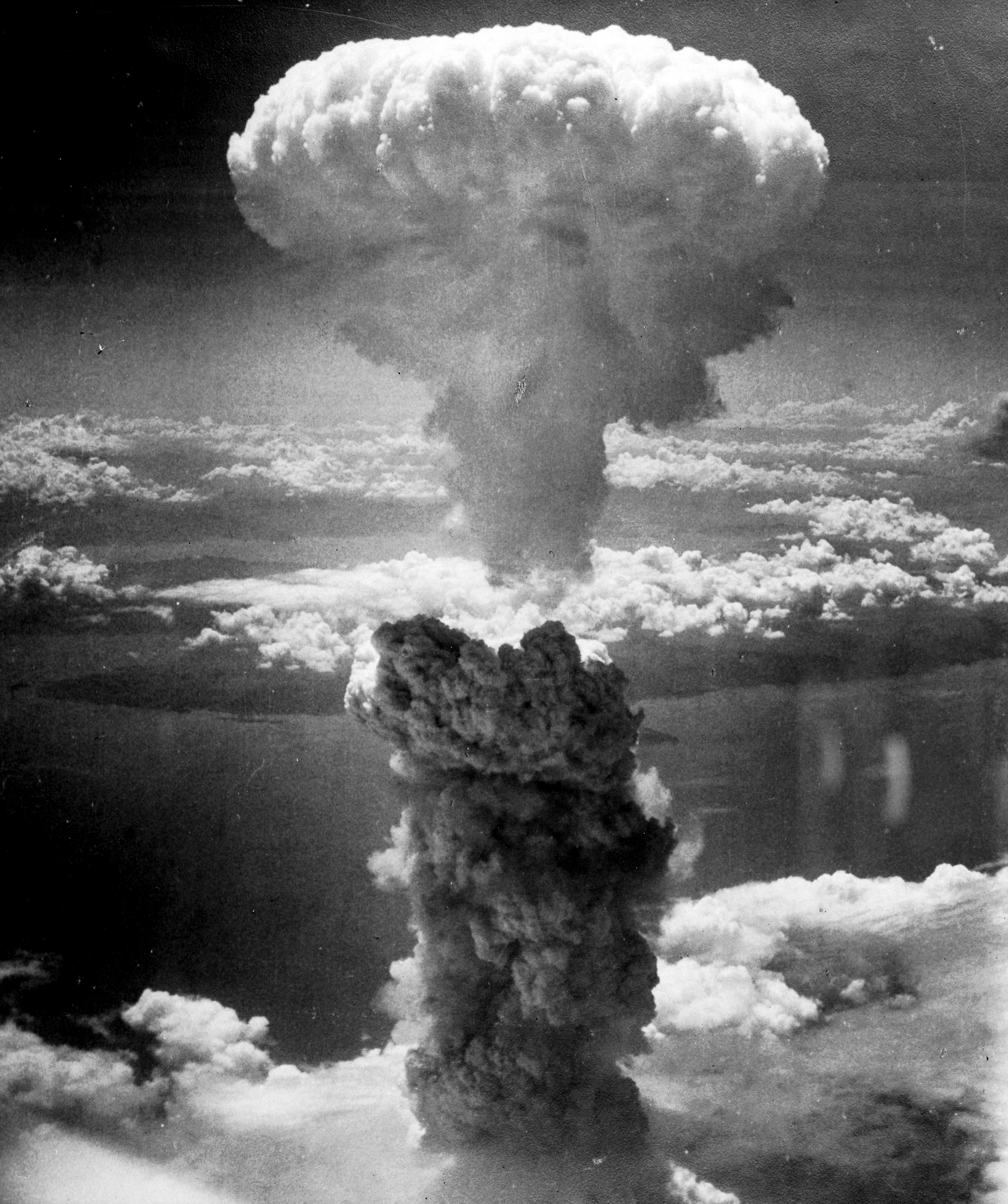
Atomový hřib bomby Fat Man z atomového výbuchu se vznášel nad městem Nagasaki v 18kilometrové výšce nad epicentrem

Během poslední fáze druhé světové války v Pacifiku shodily Spojené státy americké 6. a 9. srpna 1945 dvě atomové bomby na japonská města Hirošima a Nagasaki.
I po šesti měsících intenzivního strategického bombardování 67 japonských měst odmítala japonská vláda přijmout ultimátum předložené Postupimskou deklarací. Podle nařízení prezidenta Harryho Trumana svrhlo americké armádní letectvo v pondělí ráno 6. srpna 1945 na město Hirošima atomovou pumu Little Boy. O tři dny později následovalo svržení pumy, nazvané Fat Man, na Nagasaki. Tyto dvě jaderné pumy jsou jedinými jadernými zbraněmi, které kdy byly použity ve válce.
Na základě spojeneckých úmluv vyhlásil 8. srpna 1945 Japonsku válku také Sovětský svaz a jeho vojska posílená o zkušené jednotky, které došly až do Berlína, zahájily v Mandžusku bleskovou ofenzívu. Šest dní po bombardování Nagasaki dne 15. srpna 1945, v momentě, kdy Rudá armáda dokončila bleskové obklíčení Kuantungské armády, oznámilo Japonsko přijetí bezpodmínečné kapitulace požadované Spojenci. Dne 2. září podepsalo kapitulační listinu a oficiálně tak ukončilo válku v Tichomoří, čímž skončila druhá světová válka i na posledním válčišti. Poválečné Japonsko poté přijalo tři nejaderné zásady, odsuzující národní atomové zbrojení. Etické a právní opodstatnění svržení atomových bomb je dodnes předmětem diskusí.
V prvních dvou až čtyřech měsících po shození bomb zemřelo v Hirošimě 90 000 – 166 000 lidí a v Nagasaki 60 000 – 80 000, z toho v každém městě téměř polovina zemřela během prvního dne. Zdravotnické oddělení Hirošimy odhaduje, že lidé, kteří zemřeli v první den, v 60 % zemřeli na ozáření nebo uhořeli v plamenech, ve 30 % zahynuli pod padajícími troskami a v 10 % z ostatních příčin.[zdroj⁠?!]
Během dalších měsíců vzrostl počet úmrtí na popáleniny a nemoc z ozáření způsobenou radiací. Z pozdějších pravděpodobnějších[zdroj⁠?!] výzkumů vyplynulo, že 15-20 % zemřelo na ozáření, 20-30 % na popáleniny a 50-60 % z ostatních příčin. Většina lidí, kteří v obou městech zahynuli, byli civilisté.

## Projekt Manhattan
Spojené státy americké ve spolupráci s Velkou Británií a Kanadou, spojily jejich tajný projekt Tube Alloys a laboratoř Chalk River Laboratories a navrhly a sestrojily první atomovou bombu v projektu Manhattan. Vědecký výzkumný tým vedl americký fyzik J. Robert Oppenheimer. Bomba v Hirošimě, pojmenovaná jako „Little Boy“ (Chlapeček), byla vytvořena z uranu 235, vzácného izotopu uranu. Atomová bomba byla prvně testována v Trinity Site 16. července 1945 poblíž Alamogorda v Novém Mexiku. Zde testovaná zbraň, tedy „the gadget“ a bomba v Nagasaki - „Fat Man“, byly vytvořeny ze syntetického prvku plutonia 239.

### Výběr cílů

Mapa ukazuje polohu Hirošimy a Nagasaki v Japonsku, kde byly atomové zbraně použity

Ve dnech 10.-11. května 1945 Target Committee (Komise pro výběr cíle) v Los Alamos doporučila jako možné cíle Kjóto, Hirošimu, Jokohamu a zbrojní sklad císařské armády v Kokuře. Cíle byly vybrány podle následujících kritérií:
- Cíl byl větší než tři míle (~ 4,8 km) v průměru a byl důležitým strategickým cílem v obydlené oblasti.
- Výbuch musí vytvořit značné poškození.
- Až do srpna 1945 nemělo být pravděpodobným cílem útoku konvenčními prostředky.[6]

„Jakékoliv menší, čistě vojenské cíle, by měly být rozmístěny na rozsáhlejším území v dosahu cíle, aby se tak vyhnulo nepatřičnému riziku, že by byla zbraň ztracena jen díky špatnému umístění bomby.“
Tato města byla převážně nedotčena během nočních bombardovacích náletů a United States Army Air Forces (armádní letectvo) souhlasilo, že tato města vynechá, aby se tak mohlo udělat přesné hodnocení. Hirošima byla popsána jako „důležitý armádní sklad a přístav uprostřed městské průmyslové oblasti. Pro radary to je dobrý cíl a město má dostatečnou velikost, aby mohla být značně poškozena velká část města. Okolo jsou kopce, které pravděpodobně zlepší účinek a zvýší tak poškození od výbuchu.“ Cílem použití zbraně bylo donutit Japonsko k bezpodmínečné kapitulaci v souladu s podmínkami Postupimské deklarace. Cílový komisní výbor uvedl toto: „Bylo odsouhlaseno, že psychologické faktory ve volbě cíle jsou velmi důležité. Dva aspekty toho jsou:
1. získání co největšího psychologického účinku proti Japonsku
2. vytvoření dostatečně velkého významu zbraně, který by ocenila i mezinárodní publicita.

Po této stránce má Kjóto výhodu lidí s největším počtem vzdělávacích institutů a z tohoto důvodu je schopno lépe ocenit význam zbraně. Hirošima má výhodu dobré velikosti s možným vyšším účinkem díky blízkým horám, který by zničil větší část města. Japonský císařský palác v Tokiu je proslulejší než jakýkoliv jiný cíl, ale má nejmenší strategickou hodnotu.“
Během II. světové války byl Edwin O. Reischauer japonský expert pro Defense Intelligence Agency (Vojenská zpravodajská služba), který nepřesně uvedl informace o Kjótu a předešel tak jeho bombardování. V jeho autobiografii Reischauer výslovně vyvrací pravdivost tohoto široce přijatého tvrzení:
„…Jediná zasloužilá osoba pro ocenění za ušetření Kjóta před zničením je Henry L. Stimson, tehdy ministr obrany, který Kjóto dobře znal a obdivoval od té doby, co tam strávil několikery líbánky.“

## Postupimské ultimátum

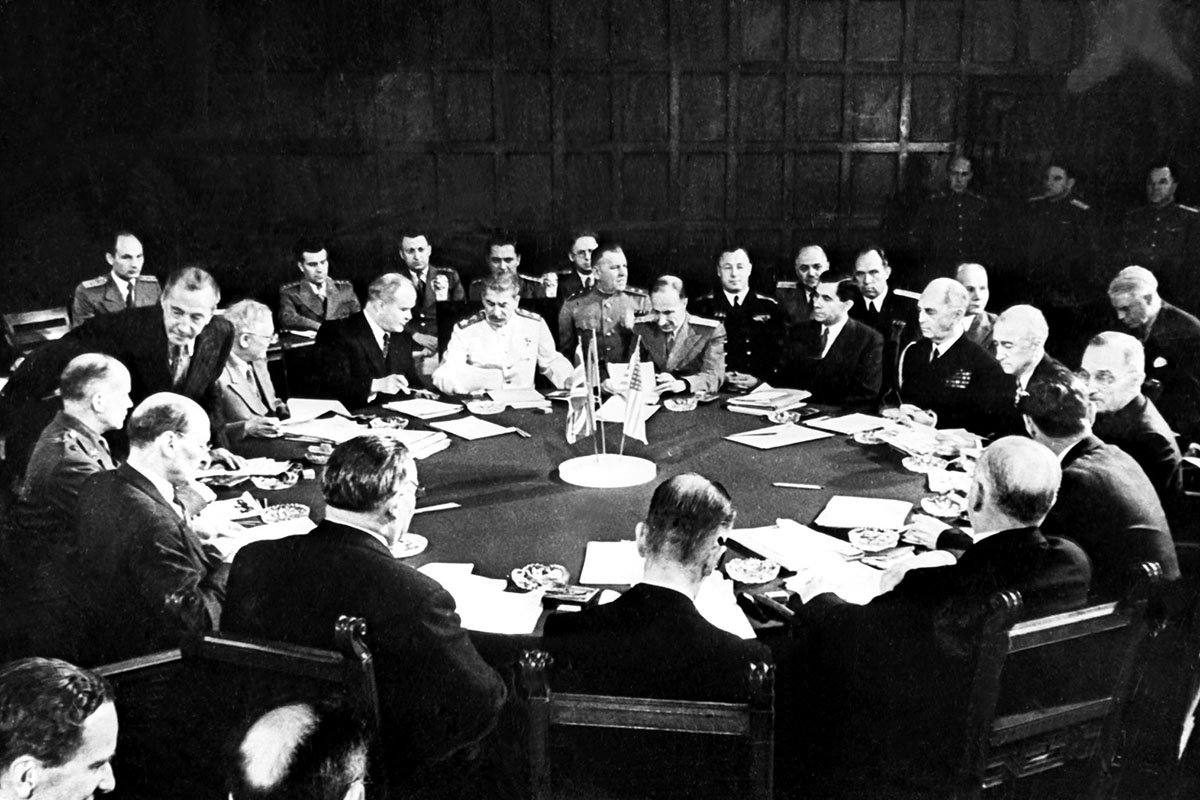
Zasedání postupimské konference, které se zúčastnili také Clement Attlee, Ernest Bevin, Vjačeslav Michajlovič Molotov, Stalin, William D. Leahy, James F. Byrnes a Harry S. Truman

26. července Truman a ostatní hlavní představitelé vydali Postupimskou deklaraci navrhující podmínky pro kapitulaci Japonska. Představovala ultimátum a uvedení, že bez kapitulace Spojenecké síly zaútočí na Japonsko, mající za následek „nevyhnutelné a úplné zničení japonských ozbrojených sil a nevyhnutelnou zkázu japonské vlasti“. O atomových bombách se v dokumentu nemluvilo. 28. července japonské noviny oznámily, že deklarace bude japonskou vládou odmítnuta. Toho odpoledne premiér Kantaro Suzuki vyslovil na tiskové konferenci, že Postupimská deklarace není nic víc než omílání Káhirské deklarace a že vláda uvažuje ignorovat toto ultimátum. Sdělení bylo přijato jak pro japonské, tak i pro zahraniční noviny, jako jasné odmítnutí deklarace. Císař Hirohito čekal, jak se k tomuto problému postaví Sověti, odpovědi se však nedočkal. 30. července Hirohito sdělil svému rádci Kóiči Kidovi, že císařské korunovační klenoty Japonska musí být bráněny za každou cenu.[zdroj⁠?!]
Na začátku července, na své cestě do Postupimi, Truman znovu prozkoumal rozhodnutí o použití bomby. Nakonec Truman rozhodl, aby bomby byly shozeny. Jeho nařízení o bombardování mělo rychle vyřešit výsledek války vyvolaným zničením a strachem z dalšího zničení v takové síle, aby donutil Japonsko se vzdát.

## Hirošima

### Hirošima během druhé světové války

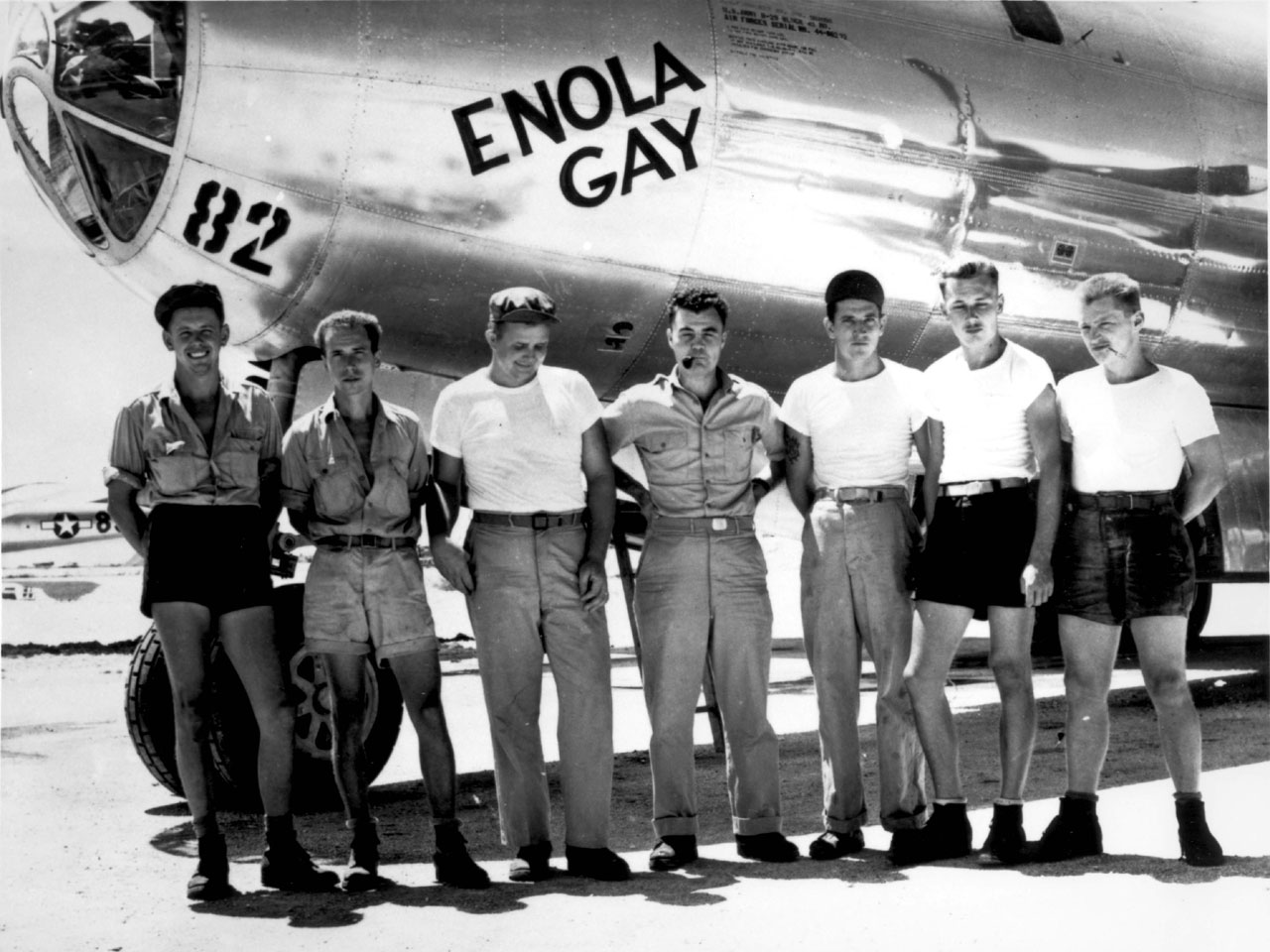
Posádka Enola Gay, která shodila atomovou bombu Little Boy na Hirošimu.

V době bombardování měla Hirošima průmyslový a vojenský význam. Poblíž byl umístěn značný počet vojenských jednotek, včetně velitelství páté divize a polního maršála Shunroku Hata z druhého vojenského velitelství, které mělo na starost vojenskou obranu v celé jižní části Japonska. Hirošima z menší části sloužila jako překladiště a útočiště japonské armády. Byla jedním z několika měst, která záměrně nebyla bombardována, aby se na původním nedotčeném prostředí nejlépe měřilo poškození způsobené atomovou bombou.
V centru města stálo několik železobetonových staveb a běžných budov. Mimo centrum byla oblast zaplněna malými dřevěnými dílnami, postavenými mezi japonskými domy. Několik větších průmyslových továren leželo na okraji města. Domy byly postaveny ze dřeva se střechami z tašek a také mnoho průmyslových budov bylo vystavěno na dřevěných konstrukcích. Město celkově bylo vysoce náchylné ke škodám způsobeným požárem.
Populace Hirošimy čítala v době války přes 381 tisíc, krátce před atomovým bombardováním se však počet snížil následkem systematické evakuace nařízené japonskou vládou. V době útoku byla populace města asi 340 000 – 350 000. Protože byly úřední záznamy o populaci spáleny, je počet nepřesný.

### Bombardování

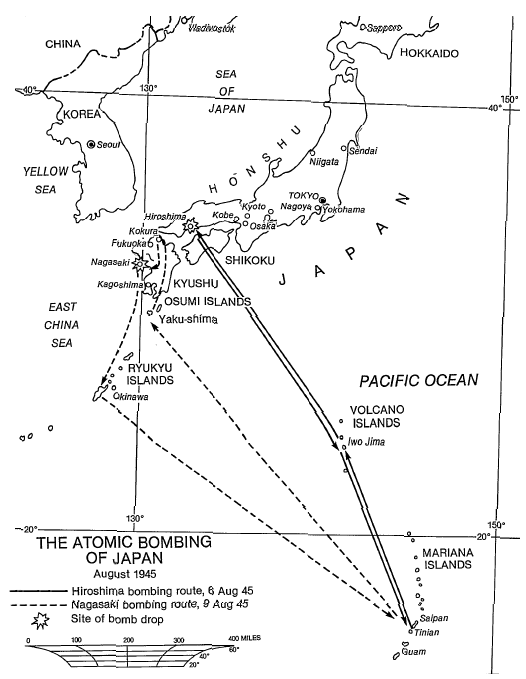
Plánovaný let z Tinianu k Japonsku

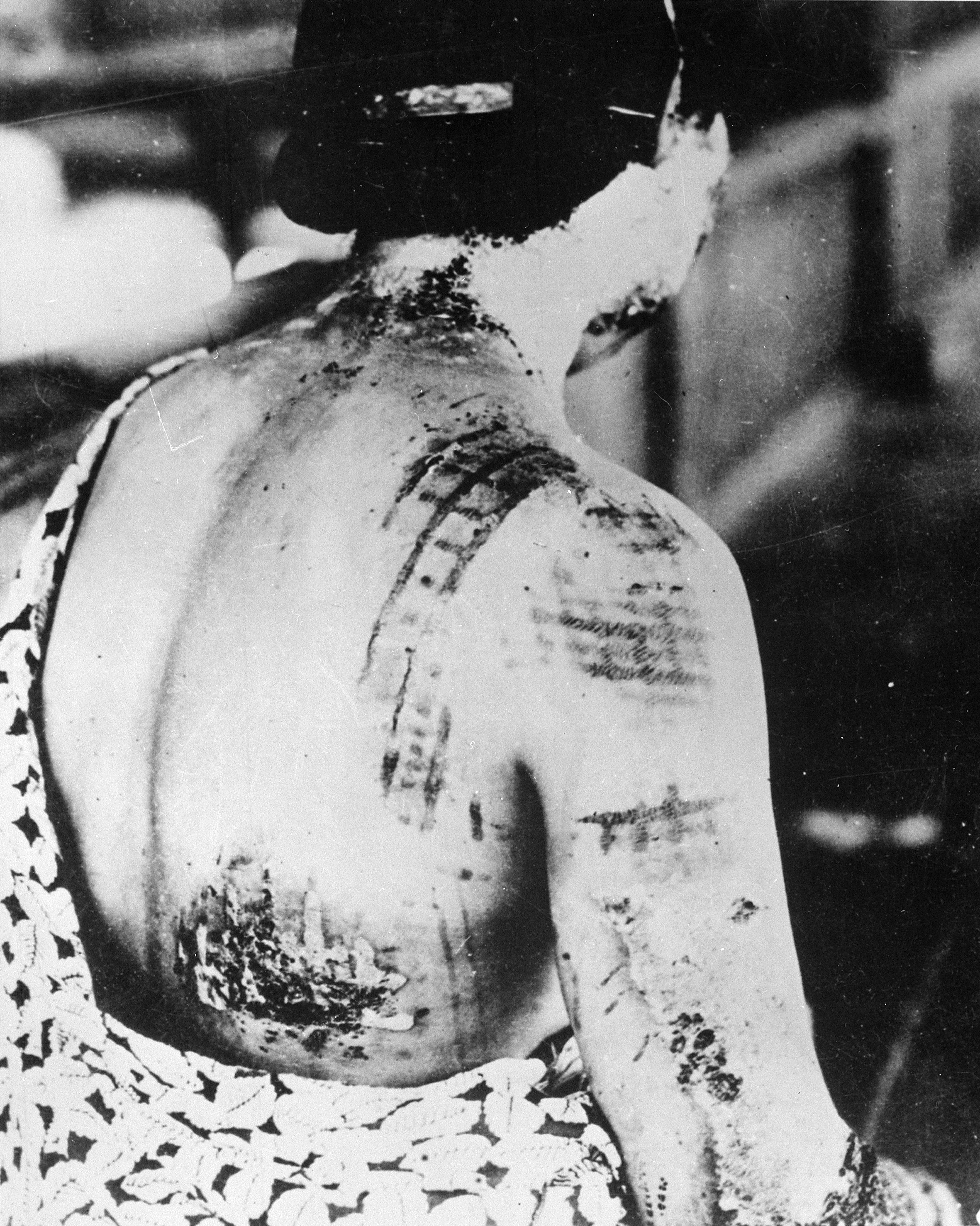
Uvolněná energie byla dost silná, aby vypalovala do masa šatstvo jako jizvy. Tyto tmavé části šatů nosila oběť v době výbuchu.

Pro 6. srpen byla Hirošima hlavním cílem první atomové mise, spolu s Kokurou a Nagasaki jako alternativními cíli. Tento den byl vybrán, protože cíle byly předtím zahaleny mraky. B-29 Enola Gay, náležející k 393. bombardovací peruti, pod vedením pilota plk. Paula Tibbetse, vzlétla z letecké základny Tinian v západním Pacifiku, asi šest hodin letu od Japonska. Enola Gay (pojmenovaná podle Tibbetsovy matky) byla doprovázena dvěma dalšími B-29; The Great Artiste pod vedení mjr. Charles W. Sweeney ho a bezejmenný letoun, později pojmenovaný jako Necessary Evil (čes. Nutné zlo), sloužící jako fotografické letadlo, které bylo pod vedením kpt. George Marquardta.
Po odletu z Tinianu se letadla oddělila a opět setkala až v Iwodžimě, ve výšce 2440 metrů (8000 stop), a vydala se směrem k Japonsku. Letadla dorazila k cíli při dobré viditelnosti ve výšce 9 855 metrů.
Asi hodinu před bombardováním zachytil japonský radar americká letadla blížící se k jihu Japonska. Výstraha byla odeslána do mnoha měst, včetně Hirošimy. Radiolokátor v 8:00 hodin v Hirošimě určil, že počet přilétajících letadel je velmi malý – pravděpodobně ne víc než tři – a byl vyvolán letecký poplach. Aby Japonci šetřili palivo, rozhodli se neposlat stíhačky proti tak malé formaci. Civilní rádio vysílalo upozornění a radu, aby se lidé schovali do protileteckých krytů, jestliže by byly B-29 skutečně spatřeny, očekával se totiž spíše nějaký druh průzkumu.
V čase 8:15, jak bylo plánováno, byla první atomová bomba známá jako „Little Boy“, naplněná 60 kilogramy uranu 235, shozena z letadla a 57 sekund padala k předurčenému místu exploze ve výšce asi 600 metrů nad městem. Díky bočnímu větru nebyl zasažen cílový bod most Aioi, ale výbuch nastal nad 240 metrů vzdálenou klinikou Shima Surgical. Výbuch byl rovnocenný asi 13 kilotunám TNT (54 TJ). (Zbraň U-235 byla považována za velmi neúčinnou, štěpení proběhlo pouze u 1,38 % materiálu) Rádius celkového zničení byl asi 1,6 kilometru s následným požárem v okruhu 11 km². Američané odhadovali, že 12 km² města bude zničeno. Japonské úřady určily, že 69 % budov bylo zničeno a dalších 6-7 % poškozeno.
70 000–80 000 lidí, z nichž 20 000 byli vojáci a 20 000 korejští dělníci, neboli 30 % populace Hirošimy, bylo zabito okamžitě, dalších 70 000 podlehlo svým zraněním. Přes 90 % doktorů a 93 % zdravotních sestřiček v Hirošimě bylo zabito, nebo zraněno – většina žila v centrální oblasti, která utrpěla největší škody.
Ačkoliv USA shazovaly ze vzduchu letáky k upozornění civilistů ve 12 různých japonských městech, obyvatelé Hirošimy nedostali žádné oznámení o atomové bombě.

### Japonské zjištění bombardování
Tokijský řídící operátor japonské vysílací společnosti si všiml, že stanice v Hirošimě nepřijímá signál. Zkusil jinou telefonní linku, ta však také selhala. Asi o dvacet minut později zjistila tokijská telegrafní stanice, že přestal pracovat hlavní spoj severně od Hirošimy. Od malé stanice 16 kilometrů vzdálené od města přišla neoficiální a zmatená zpráva o hrozné explozi v Hirošimě. Všechny tyto zprávy byly odvysílané do císařského generálního štábu (大本営 daihonei).
Vojenské základny se opakovaně snažily dovolat vojenské řídící stanici v Hirošimě. Z kompletního mlčení města vznikl ve velitelství zmatek; věděli, že se žádný velký útok nepřátel nevyskytl, a že v Hirošimě nebyl žádný větší sklad výbušnin. Mladý japonský důstojník generálního štábu dostal rozkaz ihned letět do Hirošimy, přistát, provést průzkum poškození a vrátit se do Tokia se spolehlivou informací. Všeobecně panoval názor, že se nic vážného nestalo, o explozi se pouze šeptalo.
Štábní důstojník odletěl směrem k jihozápadu. Asi po třech hodinách letu, 160 kilometrů před Hirošimou, viděl pilot ohromný kouř z bomby. V jasném odpoledni byly zbytky Hirošimy stále v plamenech. Krátce na to letadlo dorazilo do města, kolem kterého nevěřícně kroužilo. Ohromné spáleniště na zemi ještě stále hořelo a všechno, co zbylo, bylo pokryto těžkým mrakem kouře. Přistál jižně od města a po informaci důstojníka Tokiu se začala ihned organizovat pomocná opatření.
8. srpna 1945 americké noviny oznámily, že vysílání tokijského rádia popsalo zkázu v Hirošimě takto: „Prakticky veškeré žijící věci, lidé a zvířata, byli doslova sežehnuti zaživa.“

### Poválečné oběti

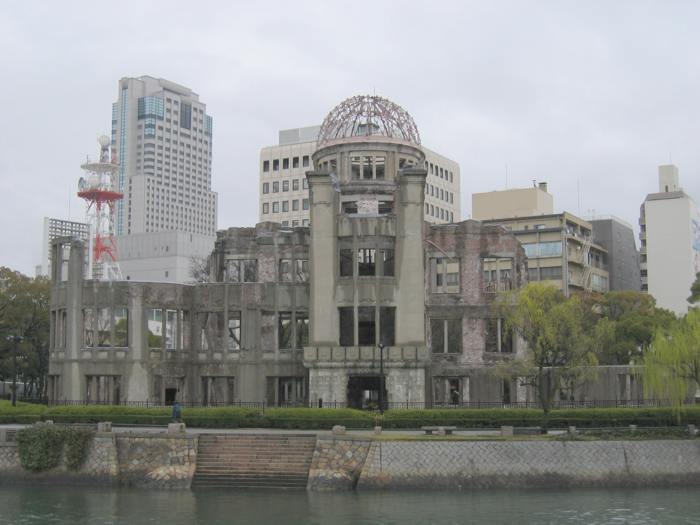
Památník míru v Hirošimě, nejbližší budova k hypocentru, která odolala pumovému útoku.

Podle největších odhadů účinek výbuchu v Hirošimě okamžitě zabil asi 70 000 lidí. Odhady celkovém počtu úmrtí do konce roku 1945 v důsledku popálenin, ozáření a dalších příbuzných onemocnění a nedostatku lékařských zásob jsou v rozsahu 90 000 – 140 000. Některé odhady uvádí, že do roku 1950 zemřelo až 200 000 lidí následkem rakoviny a dalších dlouhodobých účinků. Jiné studie uvádí, že od roku 1950 do 1990 umřelo zhruba 9% lidí na rakovinu a leukémii v důsledku ozáření z bomb, statistický nadbytek je odhadnut na 89 úmrtí na leukémii a 339 na rakovinu.

### Budovy, které se dochovaly
Některé železobetonové budovy v Hirošimě měly velmi silnou konstrukci, aby odolaly nebezpečným zemětřesením a jejich kostra se nezhroutila i kdyby bylo epicentrum blízko. Eizo Nomura (jap. 野村 英三) je nejbližší známý člověk, který přežil v suterénu moderní budovy „motorestu“, v blízkosti pouhých 100 metrů od centra výbuchu. Akiko Takakura (jap. 高蔵 信子) patří mezi další, kteří přežili výbuch v jeho blízkosti. V době útoku byla v nově postavené bance, která byla vybudována jako kryt, pouhých 300 metrů od centra výbuchu. Jelikož bomba vybuchla ve vzduchu, tlaková vlna směřovala spíše dolů než stranou, což umožnilo „přežití“ Hirošimského prefekturálního paláce, dnes spíš známého jako Genbaku Dómu či Dóm atomové bomby. Budova byla navržena a postavena českým architektem Janem Letzelem v blízkosti pouhých 150 metrů od centra výbuchu. Ruina byla pojmenována jako Hirošimský památník míru a i přes námitky USA a Číny s připomínkou, že jiné asijské státy utrpěly mnohem větší ztráty a utrpení rukou Japonců, byla v roce 1996 vyhlášena jako památka UNESCO světového dědictví. Za oběti při bombardování Hirošimy byl postaven Památeční monument.

## 6. – 7. srpen
Po bombardování Hirošimy prezident Truman oznámil, že pokud teď nepřijmou naše podmínky, mohou očekávat z nebe padající zkázu.
Japonská vláda stále nereagovala na Postupimskou deklaraci. Dne 10. srpna 1945 císař Hirohito a jeho vláda poslala přes švýcarskou vládu protestní dopis vládě USA, která zvažovala čtyři podmínky pro jejich kapitulaci:
- Záchranu kokutai (císařský ústav a národní občanský řád)
- Předpoklad, že císařské velitelství bude zodpovědné za odzbrojení a demobilizaci
- Další japonské ostrovy, Korea a Tchaj-wan již nebudou okupovány
- Pověření japonské vlády pro udělování trestů válečných zločinců[18]

## Nagasaki

### Nagasaki během druhé světové války

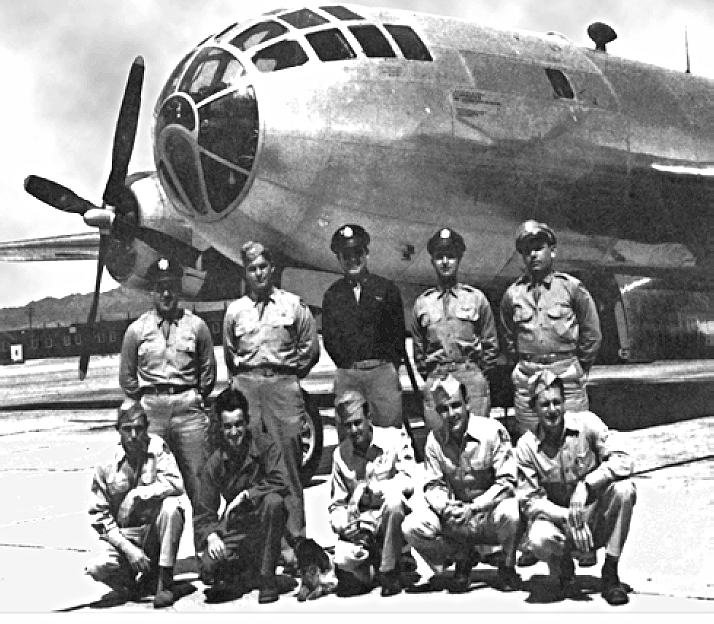
Bockscar a jeho posádka, která shodila atomovou bombu "Fat Man" na Nagasaki

Město Nagasaki bylo jedno z největších mořských přístavů v jižním Japonsku a mělo velký válečný význam díky jeho široké průmyslové činnosti, včetně výroby výzbroje, lodí, armádního vybavení a jiných válečných materiálů.
Na rozdíl od mnoha moderních aspektů Hirošimy byly téměř všechny budovy staromódní japonské stavby, postavené ze dřeva či dřevěných trámů s dřevěnými zdmi (s omítkou nebo bez ní) a dlaždicovými střechami. Mnoho menších průmyslových a obchodních staveb bylo také ze dřeva a už v žádném případě nebyly navrženy tak, aby odolaly explozím. Nagasaki se postupně po mnoho let rozrůstalo bez jakéhokoliv budovacího plánu. Obydlí byla postavena vedle továren tak blízko, jak to jen údolí dovolovalo.
Nagasaki před atomovým bombardováním nikdy nebylo vystaveno nějakému většímu bombardování. Nicméně 1. srpna 1945 na město spadlo několik konvenčních amerických bomb. Do povětří vyhodily loděnice a dokové oblasti na jihozápadě města, několik bomb zasáhlo Mitsubishi Steel a Arms Works (výroba munice) a šest bomb dopadlo do areálu lékařské univerzity a na nemocnici. I když škody způsobené těmito bombami byly relativně malé, donutily mnoho lidí – především pak rodiče s dětmi ve školním věku – evakuovat se na venkov do bezpečí a díky tomu byla ve městě v době jaderného útoku zmenšena populace. Na sever od Nagasaki byl tábor držící britské válečné zajatce z Commonwealth, z nichž někteří pracovali v uhelném dole a o bombardování se dozvěděli až poté, co vyšli na povrch.

### Bombardování

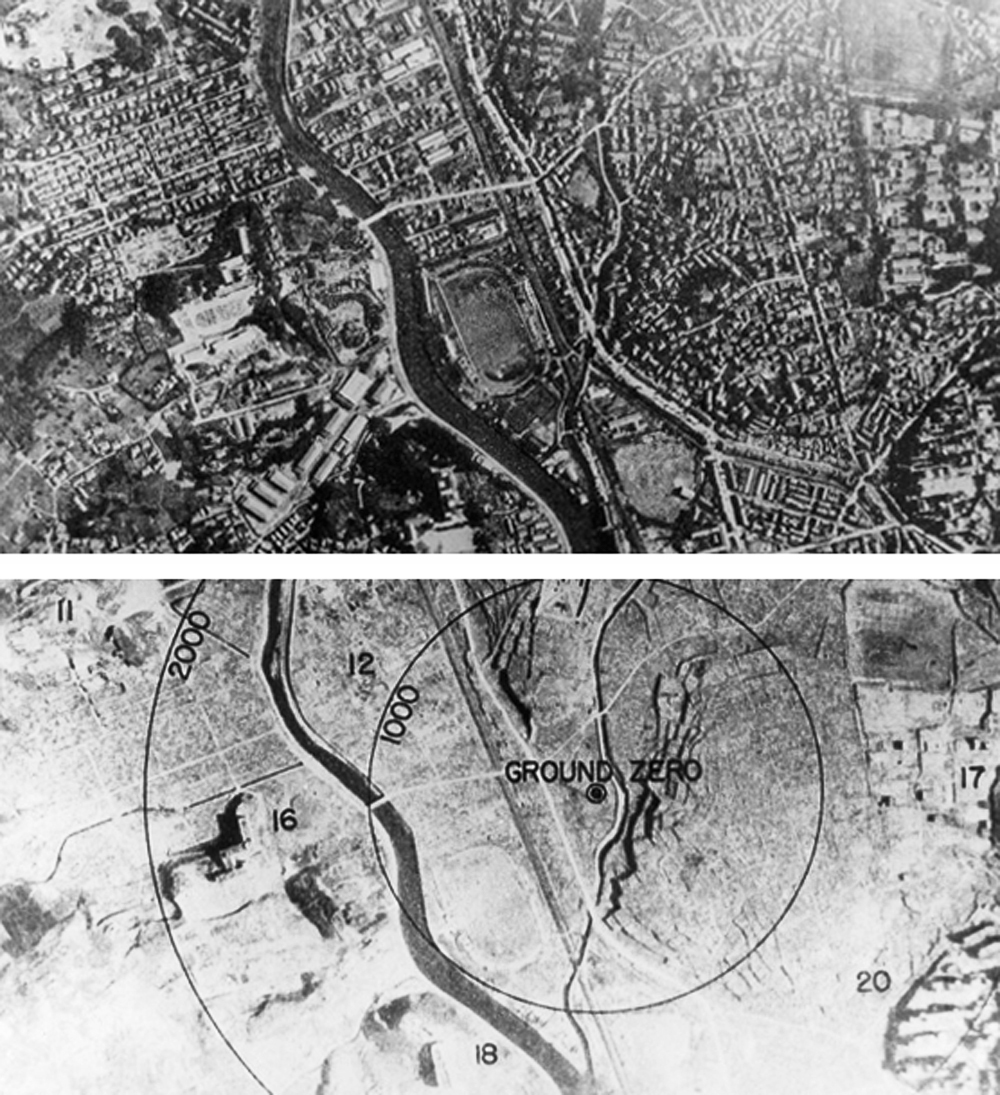
Nagasaki před bombardováním a po něm

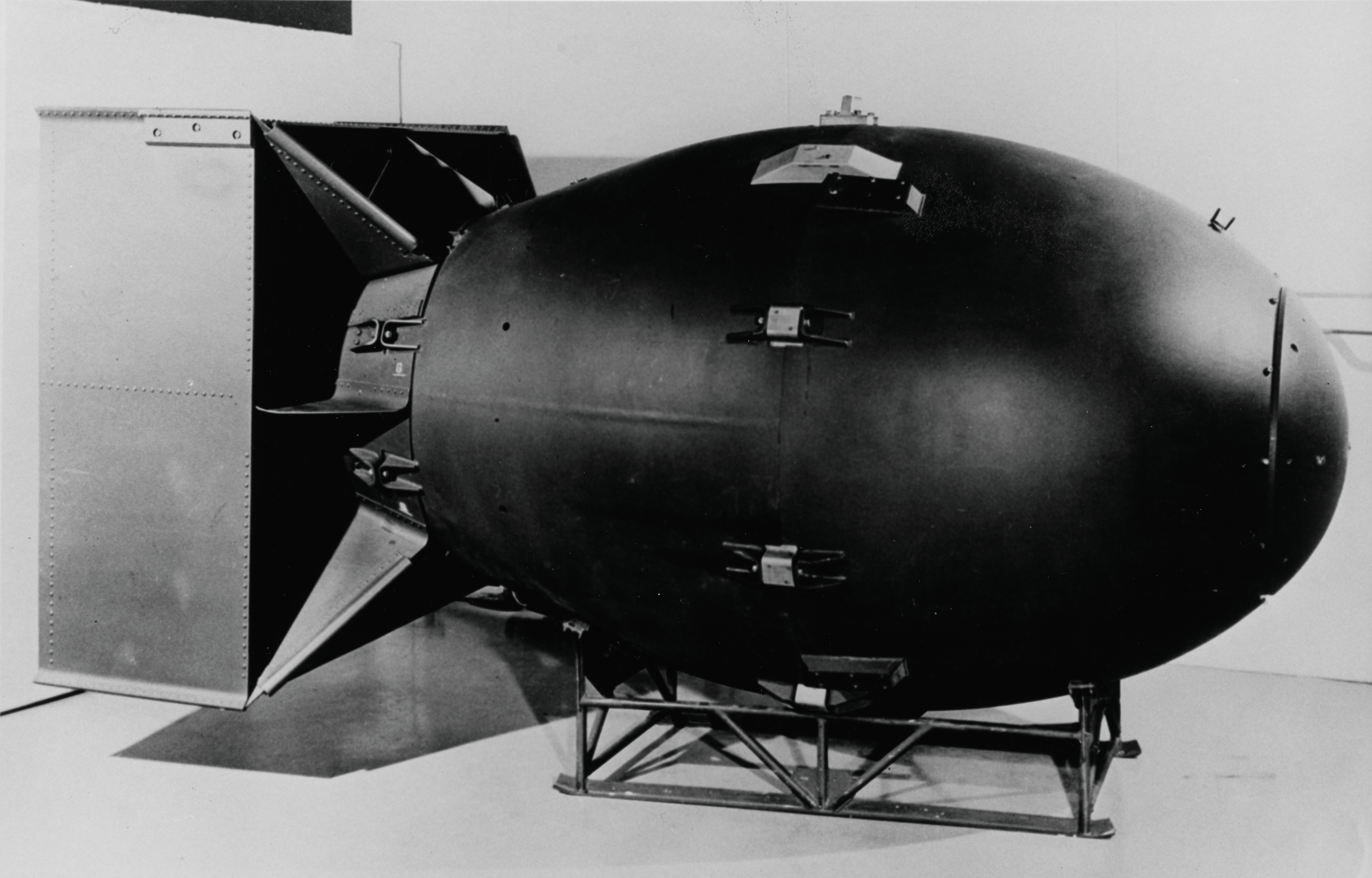
Poválečný model pumy "Fat Man"

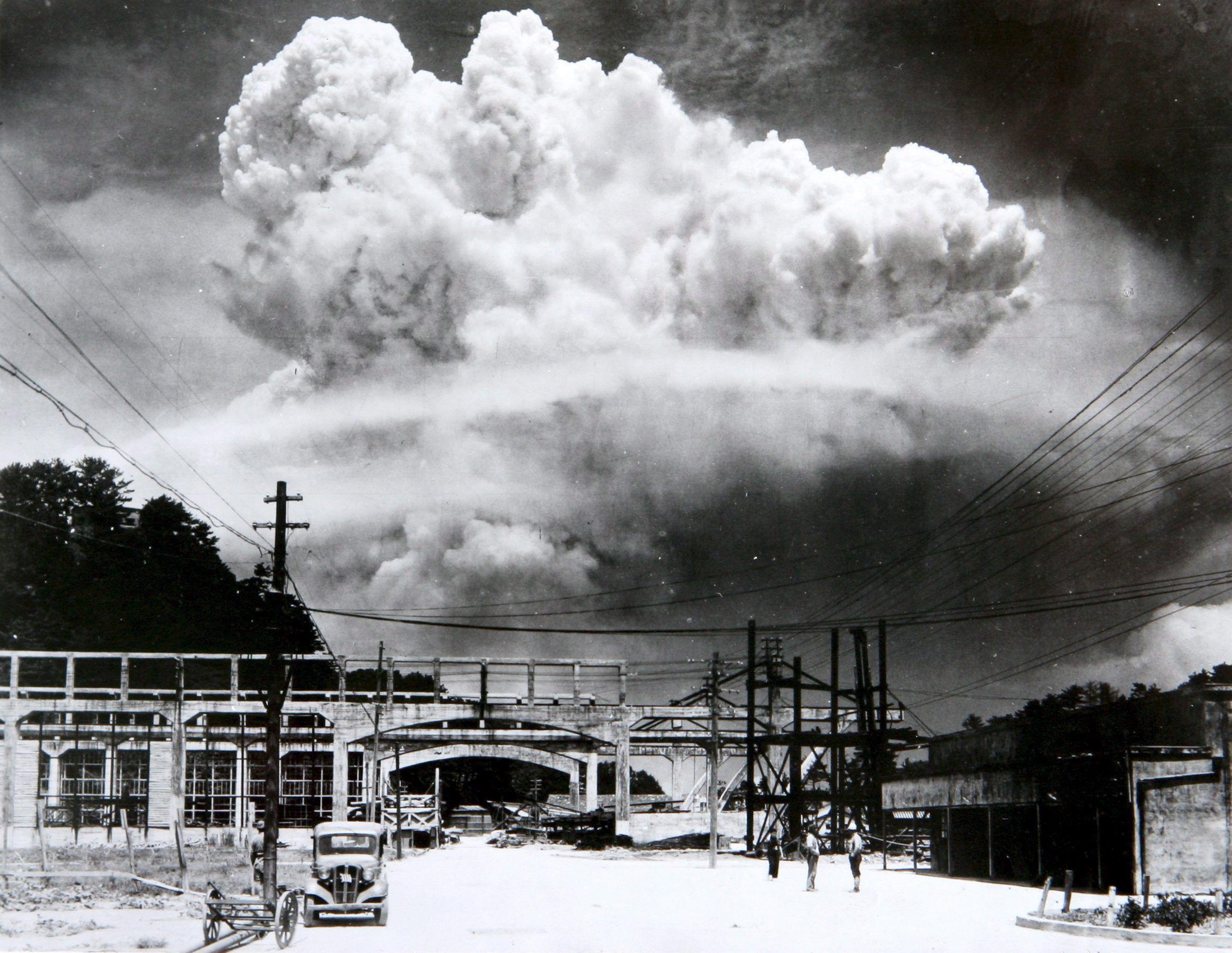
Atomový hřib nad Nagasaki

Ráno 9. srpna 1945 americký Boeing B-29 Superfortress Bockscar, náležející k 393. bombardovací peruti, vzlétl s posádkou pod vedením mjr. Charlese W. Sweeneyho. Letoun nesl nukleární bombu pojmenovanou jako „Fat Man“, s úmyslem shodit ji na Kokuru jako hlavní cíl a Nagasaki jako druhý, náhradní cíl. Plán pro druhý útok byl téměř shodný jako s misí Hirošimy – se dvěma B-29 letícími hodinu napřed jako povětrnostní průzkumníci a dalšími dvěma navíc jako navigační a fotografickou podporou.
Pozorovatelé na palubě povětrnostních letadel ohlásili oba cíle jako jasné. Když Sweeneyeho letadlo dorazilo na místo shromaždiště blízko japonských břehů, ukázalo se, že třetí letadlo, Big Stink, spolu s posádkou důstojníků pod vedením plukovníka Jamese I. Hopkinse, ml., nedorazilo. Bockscar a jeho doprovázející letadla kroužila na místě setkání 40 minut, avšak bez výsledku. Poté se Sweeney rozhodl pokračovat v misi bez Hopkinse.
O půl hodiny později, dříve než letadla dorazila ke Kokuře, město ze 70 % zakryl mrak a zabránil tak útoku podle nařízení. Po třech obkroužení města a s nedostatkem paliva, protože rezervní palivová nádrž selhala ještě před odletem, zamířili směrem k jejich náhradnímu cíli, Nagasaki.
Asi v 7:50 hodin japonského času byl v Nagasaki vyhlášen letecký poplach, ale byl odvolán v 8:30. Když byly v čase 10:53 zahlédnuty pouze dvě B-29 Superfortress, tak Japonci zřejmě předpokládali, že letadla jsou pouze na průzkumu a v dalším alarmu nepokračovali.
O něco později v 11:00, The Great Artiste, podpůrná B-29 pod vedením kpt. Fredericka C. Bocka, shodila přístroje napojené na tři padáky. K přístrojům byl připojen nepodepsaný dopis pro prof. Ryokichiho Sagane (jaderného fyzika z univerzity v Tokiu, který studoval spolu s třemi vědci zodpovědnými za atomovou bombu v Kalifornské univerzitě Berkeley) nutící říct veřejnosti o nebezpečí spojené s těmito zbraněmi hromadného ničení.
V 11:01, o minutu později, se v mracích na Nagasaki objevila „trhlina“ dovolující bombometčíkovi kpt. Kermitu Beahanovi zahlédnout požadovaný cíl. Bomba „Fat Man“, obsahující 6,4 kg plutonia-239, byla shozena do městské průmyslové části, přesně v polovině cesty mezi Mitsubishi Steel a Arms Works na jihu a Mitsubishi-Urakami Ordnance Works (závody pro výrobu torpéd) na severu. 43 sekund padala k předpokládanému místu exploze ve výšce asi 469 metrů nad městem. Bomba však dopadla téměř o tři kilometry dál, než bylo očekáváno – výbuch tak byl omezen v údolí Urakami a hlavní část města ležící v kopcích byla kryta. Následná exploze byla rovna asi 21 kilotunám TNT (88 TJ). Exploze vyvolala teplotu odhadovanou na 3900 °C a vítr o odhadované rychlosti 1005 km/h.

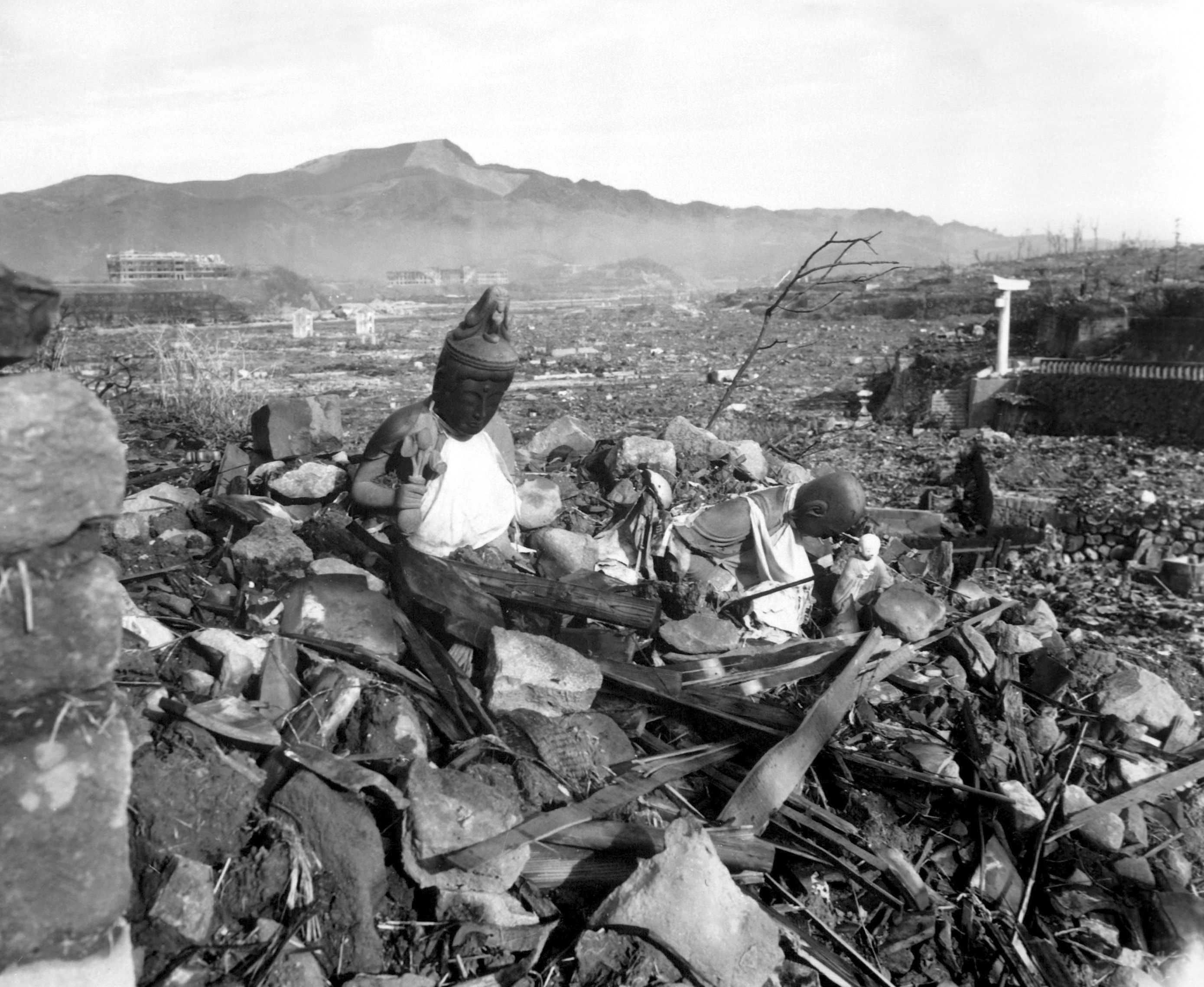
Japonská zpráva popisuje bombardování Nagasaki jako: „hřbitov bez náhrobního kamene“.

Počet okamžitě zabitých osob se odhaduje v rozmezí 35 000 – 40 000. 6200 z 7500 japonských zaměstnanců v muniční továrně Mitsubishi bylo zabito, včetně mobilizovaných studentů. V dalších válečných továrnách bylo zabito 17 až 22 tisíc japonských dělníků a 2 000 nuceně nasazených Korejců. Při útoku bylo zabito také 150 japonských vojáků. Celkový počet úmrtí se do konce roku 1945 odhaduje na 60 000 až 80 000. Přinejmenším osm válečných zajatců zemřelo při bombardování a dalších 13 zajatců bylo pohřešováno:
- Jeden britský člen RAF[24][25][26]
- Sedm nizozemských zajatců (pouze dvě jména jsou známa) zemřelo při bombardování[27]
- Přinejmenším dva zajatci údajně zemřeli na rakovinu způsobenou atomovou bombou[28]

Akční rádius celkového zničení byl asi 1 – 2 km, který následovala ohnivá vlna napříč severní části města, tři kilometry jižně od bomby.
Neznámý počet přeživších obětí bombardování Hirošimy odešlo do Nagasaki, kde byli bombardování znovu.
Mitsubishi-Urakami Ordnance Works, továrna vyrábějící letecká torpéda typu 91, byla při výbuchu zničena.
Také zde je postaven mírový památník, zvon z Nagasaki se nachází v Kokuře.
Sovětský ministr zahraničí Vjačeslav Michajlovič Molotov informoval Tokio, že Sovětský svaz dne 5. dubna zrušil smlouvu o sovětsko-japonské neutralitě. Dne 9. srpna, dvě minuty před půlnocí, zahájil sovětský pěší pluk, tankový prapor a letectvo útok. O čtyři hodiny později dorazila do Tokia informace, že Sovětský svaz vyhlásil Japonsku válku. Vedení japonské armády začalo chystat vyhlášení národního válečného zákona s podporou ministra obrany Korečika Anamiho, jež měl sloužit k tomu, aby zastavil všechny, kteří se pokusí uzavřít mír.

## Plánování dalších atomových útoků na Japonsko
Spojené státy americké měly již připravenu další atomovou bombu pro použití ve třetím srpnovém týdnu, s dalšími třemi bylo počítáno na září a říjen. Dne 10. srpna generál Leslie Groves, vojenský ředitel Projektu Manhattan, poslal vzkaz armádnímu generálovi George Marshallovi (armádní náčelník štábu), ve kterém psal, že: „další bomba [...] by měla být připravena k doručení při prvním vhodném počasí 17. nebo 18. srpna“. V ten samý den Marshall sdělení schválil s komentářem: „Nemůže být shozena na Japonsko bez výslovného vyjádření prezidenta.“ Ministerstvo obrany zahájilo diskusi o uchování bomb ve výrobě, dokud nezačne operace Downfall, plánovaná invaze do Japonska. „Nyní je problém, pokud Japonci nekapitulují, zda pokračovat s bombardováním pokaždé, když se bomba vyrobí a poté ji shodíme nebo jestli počkáme [...] a poté je shodíme všechny v krátké době. Ne všechny v jeden den, ale v krátkých přestávkách. A také musíme vzít v úvahu, jaký cíl sledujeme. Jinými slovy, neměli bychom se spíše soustředit na cíle, které nám nejvíce pomůžou k invazi, než na průmysl, morálku, psychologii apod.? Raději taktické využití než jakékoliv jiné.“

## Kapitulace Japonska a následná okupace

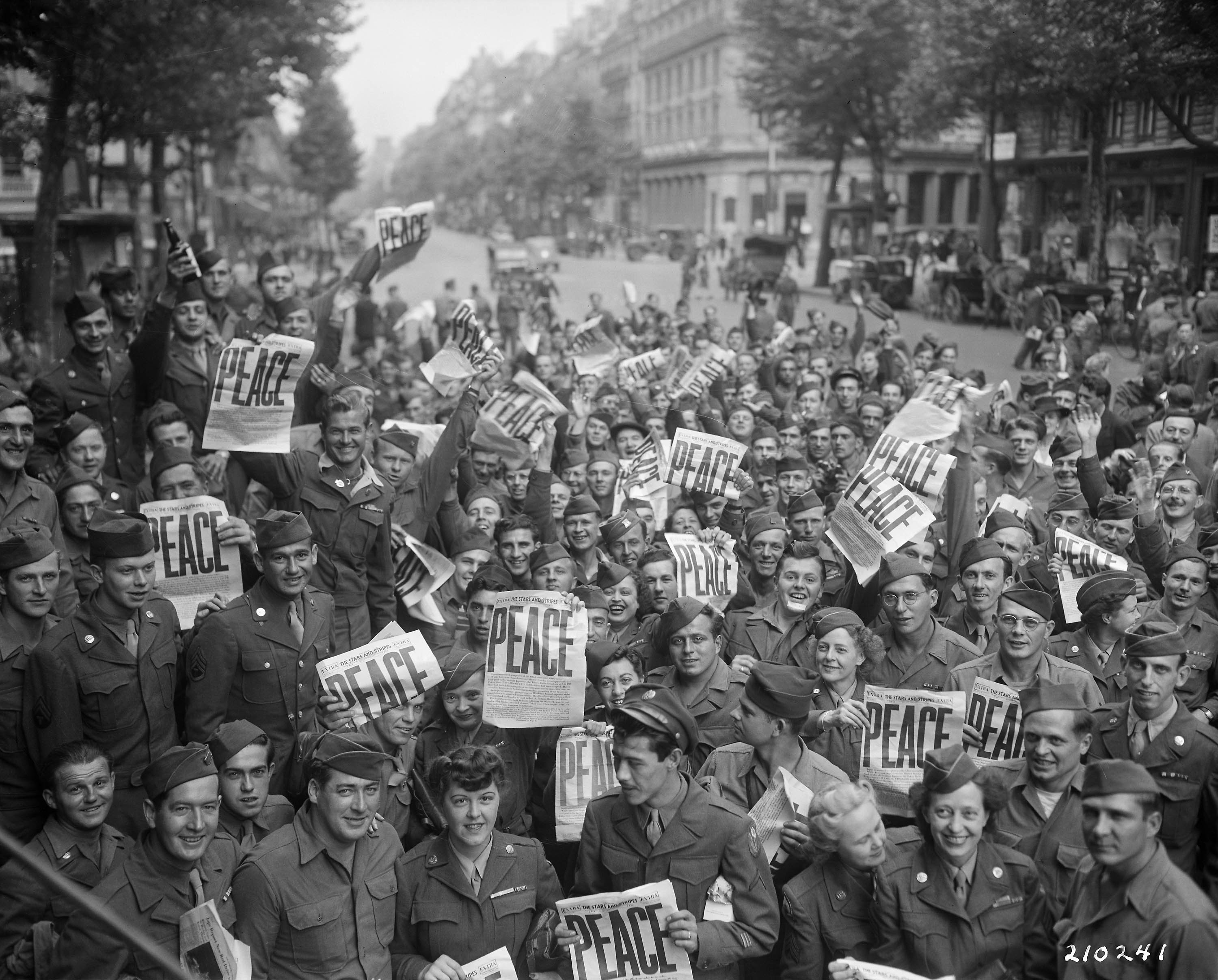
Americká armáda zaplňuje ulice Paříže, aby oslavila kapitulaci Japonska

Až do 9. srpna americký válečný úřad trval na jeho čtyřech podmínkách pro kapitulaci. Ten samý den Hirohito přikázal Kidovi: „Rychle dej situaci do pořádku […], protože Sovětský svaz nám vyhlásil válku.“ Poté svolal císařskou konferenci, na které oprávnil ministra zahraničí Tōgōa informovat Spojenecké síly, že Japonsko přijme jejich podmínky pouze v tom případě, že deklarace „neudělá žádný kompromis vůči požadavku o výsadě Jeho Veličenstva jako hlavního panovníka.“
Dne 12. srpna císař informoval svou rodinu o svém rozhodnutí vzdát se. Když Spojenecké síly, jak se zdálo, nechaly požadavek o záchraně císařského trůnu netknutý, Hirohito 14. srpna ve svém projevu prohlásil kapitulaci, který se další den vysílal japonskému národu i navzdory krátkým odbojům militaristů, kteří se odmítli vzdát.
V jeho přepisu vojákům a námořníkům, doručeným 17. srpna, zdůraznil dopad Sovětského svazu na jeho rozhodnutí o kapitulaci, vynechávající jakoukoliv zmínku o atomových bombách.
Během roku po bombardování asi 40 000 amerických vojáků obsadilo Hirošimu, Nagasaki pak obsadily jednotky o síle 27 000 mužů.

## Reakce na svržení bomb

### Japonsko
Bezprostředně po svržení atomových bomb se obě strany pokusily utajit skutečný charakter bombardování Hirošimy a Nagasaki. Japonská proválečná frakce stále tlačila na pokračování bojů a odmítala kapitulaci na základě Postupimské deklarace. Až do zásahu císaře Hirohita zastávali názor, že takový krok by byl zrazením kokutai (národního ducha). Bylo pro ně tedy nemyslitelné otevřeně přiznat, že jejich nepřítel vyvinul úplně novou zbraň, která dalece předčila vše, čím disponovalo císařské Japonsko. Válečná propaganda se tedy pokusila udržet bojový zápal obyvatel tvrzením, že se jednalo pouze o konvenční zbraně velkých rozměrů. Tím se snažili vzbudit dojem, že se tato bombardování v podstatě nijak nelišila od těch, která v průběhu války zažila většina velkých japonských měst. Popírání mimořádného charakteru obou útoků pokračovalo i po konci války, jelikož se japonská vláda obávala, že opačný postoj by byl vnímán jako přiznání vlastní zodpovědnosti za tak tragické vyústění celého konfliktu. I proto poskytla zasaženým lidem pouze omezenou pomoc. Dalším důvodem byla americká okupace (do roku 1952), během které se otázka oprávněnosti použití bomb stala velmi citlivým tématem. K posunu došlo až po termonukleárním testu Castle Bravo, při kterém byla v roce 1954 radioaktivním popílkem zasažena posádka rybářské lodi Daigo Fukuryū Maru. Následné protesty a s nimi spojený aktivismus konečně vedly k průlomu. V roce 1957 byl uznán mimořádný status atomových zbraní a jejich obětí přijetím zákona o podpoře přeživších atomového bombardování. Oficiální postoj Japonska však i nadále zůstává velmi opatrný vzhledem k tomu, že se Spojené státy staly jejich významným spojencem.

### Spojené státy americké
Po prvotní euforii došlo na americké straně po získání konkrétních informací o míře destrukce a počtu civilních obětí k jistému "vystřízlivění". Některé účinky atomové bomby byly srovnatelné s chemickými a biologickými zbraněmi, jejichž použití během válečného konfliktu bylo po přijetí Ženevského protokolu v roce 1925 považováno za válečný zločin. Administrativa si byla vědoma toho, že pokud se tyto informace dostanou na veřejnost a do mezinárodního prostoru, mohlo by dojít k obratu ve vnímání celého konfliktu. Japonsko by náhle vypadalo jako oběť, zatímco Američané jako agresor páchající zvěrstva na civilistech. Americká cenzura proto využívala nepravdivý narativ, že při bombardování byly zasaženy především vojenské cíle. Obě města byla pro tisk úplně uzavřena. Japoncům byly zabavovány fotografie pořízené na místě. Zkonfiskovány byly i lékařské zprávy. Australanu Wilfredu Burchettovi se přesto, jako prvnímu západnímu novináři, podařilo 2. září do Hirošimy tajně proniknout a uveřejnit reportáž, ve které, mimo jiné, popsal záhadnou nemoc, která se mezi zraněnými začala šířit (akutní radiační syndrom). Americká administrativa na podobné články reagovala uveřejňováním nepravdivých zpráv, ve kterých přisuzovala náhlý pokles počtu bílých krvinek u přeživších běžným popáleninám, či odmítala, že by nějaký radioaktivní spad vůbec města zasáhl, jelikož byl stoupajícími plyny z výbuchu rozptýlen do okolí.

### Vědci projektu Manhattan
Mezi vědci projektu Manhattan panovala celá řada rozdílných postojů. Například Edward Teller vyzýval k pokračování v jaderném zbrojení a dalším výzkumu. Zastával názor, že pouze hrozba vzájemné destrukce zabrání použití atomových zbraní. Sám se později stal známým jako otec vodíkové bomby. Někteří vědci naopak použití bomby otevřeně kritizovali. Leó Szilárd, který společně s Einsteinem napsal dopis prezidentu Rooseveltovi o potřebě výzkumu jaderných zbraní, který vedl ke vzniku projektu Manhattan, se po válce stal jedním z nejhlasitějších zastánců jaderného odzbrojení. Stejně tak Niels Bohr prosazoval kontrolu jaderného zbrojení a výlučně mírové využití jaderné energie.Také Robert Oppenheimer cítil za vynález tak ničivé zbraně vinu. Při audienci u Trumana dokonce uvedl "Pane prezidente, cítím, že mám na rukou krev." na což Truman údajně odpověděl "Krev je na mých rukou – takže hlavu si s tím musím lámat já". Poté, co Oppenheimer opustil jeho kancelář, řekl zástupci ministra zahraničí Deanu Achesonovi "Toho zkurvysyna už nechci v této kanceláři nikdy vidět. On tu bombu neodpálil. To já. Z takového fňukání se mi dělá zle." Podle Tellera se velké množství vědců po svržení bomb jednoduše ukrylo před světem do svých laboratoří a školních tříd.

## Komise odpovědná za oběti atomových bomb
Na jaře roku 1948 Komise odpovědná za oběti atomových bomb (ABCC) ustanovila v souladu s nařízením Harryho Trumana provádět výzkumy pozdních účinků radiace na přeživších obětích Hirošimy a Nagasaki v Národní akademii věd Spojených států amerických. Mezi oběťmi bylo nalezeno mnoho nezamýšlených obětí, včetně spojeneckých válečných zajatců, Korejců a čínských dělníků, studentů z Malajsie na stipendiích a asi 3200 japonsko-amerických občanů.
Jedna z dřívějších studií ABCC prováděla srovnávací počet těhotenství vyskytujících se v Hirošimě a Nagasaki s městem Kure, vzdáleném 29 kilometrů jižně od Hirošimy, aby rozeznali poměry a výsledky spolu s vystavením ozáření. Jeden autor dokonce tvrdí, že ABCC odmítla poskytnout pomoc přeživším jen aby měli lepší výzkumné výsledky. V roce 1975 pak byla vytvořena Výzkumná nadace pro účinky záření aby převzala odpovědnost ABCC.

## Postižení

### Hibakuša

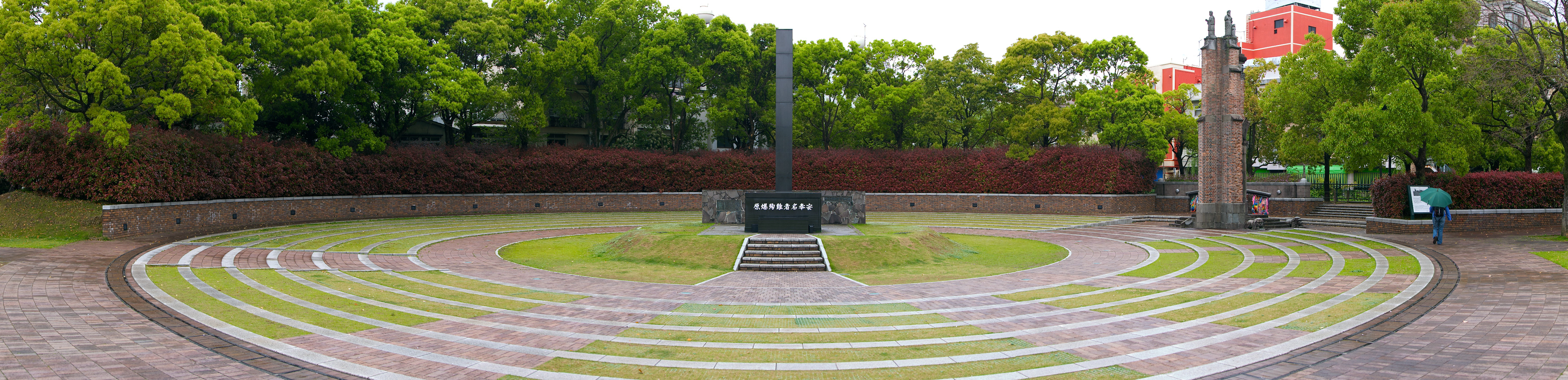
Monument epicentrum exploze atomové bomby v Nagasaki

Oběti, které přežily bombardování, jsou nazývány hibakuša (被爆者), japonsky doslova přeloženo „explozí zasažení lidé“. Utrpení způsobené bombardováním vedlo Japonsko k názoru, že by mělo dojít k likvidaci nukleárních zbraní po celém světě a zastává tak jednu z nejpevnějších politik odmítajících tento typ zbraní. Od 31. března 2009 spočítala japonská vláda celkový počet hibakuša – 235 569 lidí, většina žijících v Japonsku. Vláda přiznává, že asi 1 % onemocnění je způsobené ozářením. Památníky v Hirošimě a Nagasaki obsahují seznam jmen hibakuša, kteří zemřeli od doby útoku. Aktualizovány jsou každým rokem na výročích bombardování, do srpna 2009 památníky obsahují seznam jmen o počtu více než 410 000 hibakuša – 263 945 v Hirošimě a 149 226 v Nagasaki

### Postižení, kteří zažili oba výbuchy
24. března 2009 japonská vláda oficiálně uznala Cutomu Jamagučia (1916 – 2010) jako dvojitého hibakuša. Cutomu Jamaguči potvrdil, že byl tři kilometry od epicentra v Hirošimě při své obchodní cestě. Byl vážně popálen na levé části těla a musel strávit noc v Hirošimě. 8. srpna se vrátil zpět do svého rodného města Nagasaki, den před shozením druhé bomby, a byl pak znovu ozářen zbytkovou radiací, když hledal své příbuzné. Je prvním oficiálně uznaným přeživším obou bombardování. Cutomu Jamaguči zemřel v pondělí 4. ledna 2010 po boji s rakovinou žaludku. Bylo mu 93 let.
V knize Poslední vlak z Hirošimy píše Charles Pellegrino o rozhovoru s Cutomuem Jamagučim, ve kterém popisoval zranění přeživších po atomových bombách. Jamaguči popsal oběti jako „chodící aligátory“, kteří „byli teď bez očí a bez tváře. Aligátorští lidé nekřičeli. Jejich ústa nebyla schopna vydat jakýkoliv srozumitelný zvuk. Hluk, který dělali, byl horší než křik. Nepřetržitě mumlali – jako kobylky v letní noci. Jeden muž, enormně popálený na nohou, nosil dokonce mrtvé dítě vzhůru nohama.“
Byli i jiní lidé, kteří utrpěli účinky obou bombardování, v Japonsku známí jako nidžú hibakuša. Dokumentární film z roku 2006 popisující 165 nidžú hibakuša se jmenuje Dvakrát přežili: Dvojitá atomová bomba Hirošimy a Nagasaki (orig. Twice Survived: The Doubly Atomic Bombed of Hiroshima and Nagasaki) a byl odvysílán v OSN.

### Korejští postižení
Během války Japonsko přivedlo mnoho korejských chlapců do obou měst, Hirošimy a Nagasaki, kde je nutili pracovat. Podle posledních odhadů bylo asi 20 000 Korejců zabito v Hirošimě a asi 2000 v Nagasaki. Je odhadováno, že každá sedmá oběť Hirošimy byla korejského původu. Po mnoho let Korejci těžko prosazovali, že byli také oběťmi atomových bomb a jim byly odepřeny zdravotní výhody. Nicméně většina problémů byla v posledních letech vyřešena soudem.

## Diskuse o nezbytnosti bombardování
Role bombardování v japonské kapitulaci a jeho morální odůvodnění jsou předmětem vědecké i populární diskuse již desítky let. J. Samuel Walker sepsal v dubnu 2005 přehled současné historiografie k tomuto problému. Walker zde poznamenal, že: „Základní otázkou rozdělující vědce po čtyři desetiletí je to, zda bylo použití bomby nezbytné k dosažení vítězství ve válce v Tichomoří za podmínek uspokojujících USA.“
Zastánci bombardování obecně tvrdí, že přímo vedlo k japonské kapitulaci a předešlo tak velkému počtu obětí na obou stranách v plánované invazi do Japonska (operace Downfall) – Kjúšú mělo být napadeno v říjnu 1945 (operace Olympic) a Honšú o pět měsíců později (operace Coronet). Prezident Truman, ministr války Stimson a ministr zahraničí Byrnes shodně svržení bomb hájili jako nejrychlejší a nejšetrnější cestu ke konci konfliktu a v následujících letech uváděli různé odhady ztrát, kterým se tak předešlo. Ty však byly extrémně nekonzistentní a ničím nepodložené (125  000, mezi 500 000 a 1 milionem, až 3 miliony, několik milionů). Některé jimi uvedené počty obětí dokonce převyšovaly množství vojáků, kteří měli být do invaze nasazeni. Pro srovnání generál George C. Marshall v roce 1945 odhadl možnou ztrátu „pouze“ na 31 000 mužů. Významnou roli ve vnímání použití atomových bomb americkou veřejností sehrál tisk, který v krátké době učinil radikální obrat. Před svržením bomb jím bylo Japonsko popisováno jako země na pokraji kolapsu, bez zdrojů pro pokračování války, páchající v podstatě národní sebevraždu. Po svržení atomových bomb byli Japonci vykreslováni jako silně motivovaní a efektivní bojovníci, kteří byli schopni způsobit spojencům obrovské ztráty, pokud by ke svržení bomb nedošlo. Toto vnímání nakonec převzala i široká veřejnost. Podle průzkumu, který se uskutečnil krátce po válce, schvalovalo použití atomových bomb až 85% dotázaných, zatímco použití bojového plynu pouze 50%. Do dvou let však tato podpora klesla téměř o polovinu.
Odpůrci atomového bombardování argumentují, že šlo jednoduše o rozšíření bombardovací kampaně a proto vojensky zbytečný, nemorální, válečný zločin či forma státního terorismu. Tento postoj je založený na tvrzení, že nasazení jaderných bomb bylo motivováno jinými důvody, než ukončením války v Tichomoří a z vojenského hlediska nesehrálo žádnou roli. Stejného názoru byli například vrchní velitel spojeneckých expedičních sil v Evropě a pozdější prezident Dwight D. Eisenhower, generál MacArthur či admirál Leahy. Podobný pohled na věc je představen například v knize Utajené dějiny Spojených států autorů Olivera Stonea a Petera Kuznicka, která test účinků nového typu bomby v reálném prostředí zdůvodňuje snahou zastrašit Stalina, jehož Rudá armáda po kapitulaci Třetí říše v Evropě neměla adekvátní protiváhu a teoreticky hrozila okupace a následná sovětizace celé Evropy. Kapitulaci Japonska oba autoři společně s dalšími dávají do souvislosti s vyhlášením války Japonsku Sovětským svazem 8. srpna 1945 (den před svržením bomby na Nagasaki) a bleskovou ofenzivou Rudé armády, která skončila obklíčením Kuantungské armády v Mandžusku dne 15. srpna 1945 – ve stejný den vyhlásil japonský císař kapitulaci. Civilní oběti způsobené jadernými bombami nepovažovala japonská generalita za dostatečný argument, protože se v případě americké invaze na centrální japonské ostrovy předpokládala obrana formou totální války za jakýchkoliv obětí. Naopak zánikem poslední zásadní vojenské síly Japonců (Kuantungská armáda čítala na 1 milión mužů) tak pozbyli svou (domnělou) poslední šanci vyjednat se Spojenci jakousi přijatelnou dohodu.
Autor Paul Ham ve své knize Hirošima Nagasaki uvádí konkrétní argumenty, proč atomové bombardování Hirošimy a Nagasaki nelze ospravedlnit snahou ukončit válku v Tichomoří:
- S blížící se sovětskou invazí na Japonskou pevninu a z důvodu upadající podpory války u amerického obyvatelstva začalo již od července docházet k odklonu od plánu na pozemní invazi. Použití atomových bomb jako prevence amerických ztrát již tedy nebylo nutné.
- Během přípravné fáze byly navrženy možnosti použití bomby bez zasažení civilního obyvatelstva. Jednalo se například o její svržení do neobydlené oblasti na okraji Tokia, řízená demonstrace účinků bomby v přítomnosti zástupců Japonska, či svržení do řídce obydlené průmyslové oblasti. Žádná z těchto šetrnějších variant nebyla akceptována, ačkoliv i u nich se předpokládalo, že přispějí k ukončení války.
- Míra destrukce a počet obětí byly podobné jako u předchozích útoků pomocí zápalných pum, které ke kapitulaci Japonska také nevedly. Tento názor sdílel například i generál letectva Curtis LeMay, který bombardovací kampani velel.
- V interní komunikaci válečného kabinetu a císaře Hirohita nebylo jaderné bombardování zmíněno jako důvod ke kapitulaci. Vyjádřili naopak odhodlání nadále se bránit i proti této hrozbě.
- Japonsko se pokoušelo vyjednat svou kapitulaci prostřednictvím Švýcarska a Švédska už před samotným svržením bomb. Jejich hlavní podmínkou bylo zachování císaře v čele země. Ta však nebyla Američany akceptována a nabídka kapitulace byla ignorována. Přesto Hirohito v čele Japonska zůstal i po válce.

Ham vnímá svržení atomových bomb spíše jako pomstu za útok na Pearl Harbor a demonstraci vlastní síly Sovětskému svazu, který od konferencí na Jaltě a v Postupimi vnímali jako svého nového nepřítele. Za hlavní příčiny japonské kapitulace považuje vstup Sovětského svazu do války, efektivní námořní blokádu a Byrnesovu verzi podmínek kapitulace, ve které nepřímo uznal status císaře.

## Zkáza způsobená atomovou bombou

### Hirošima

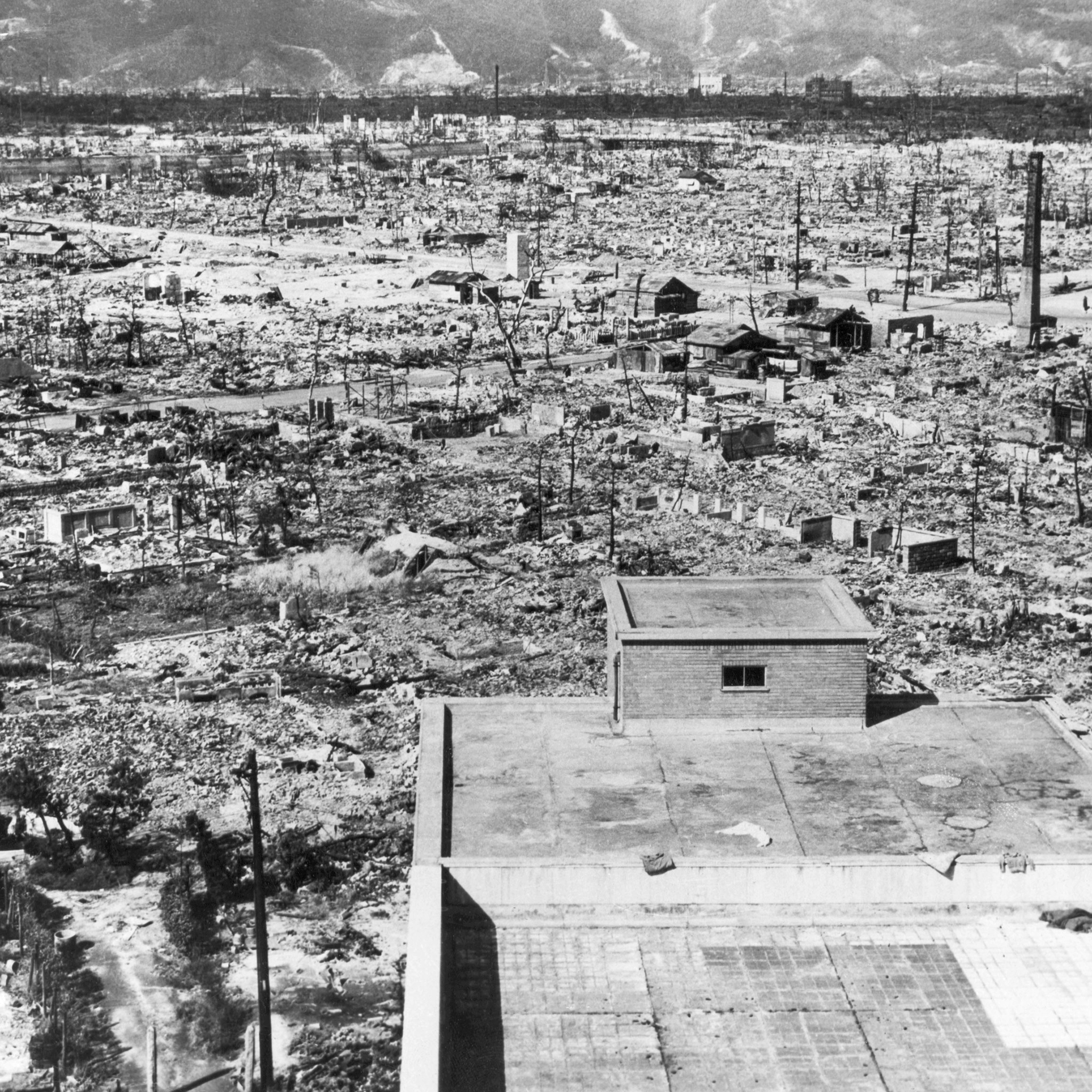
Hirošima po útoku
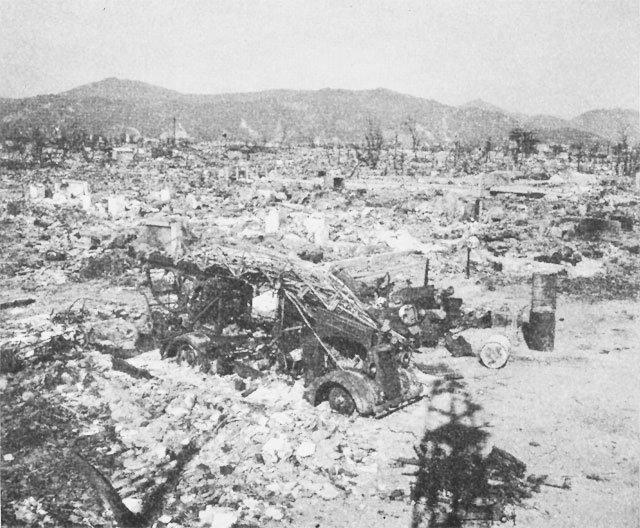
Bomba měla děsivé následky v celé krajině
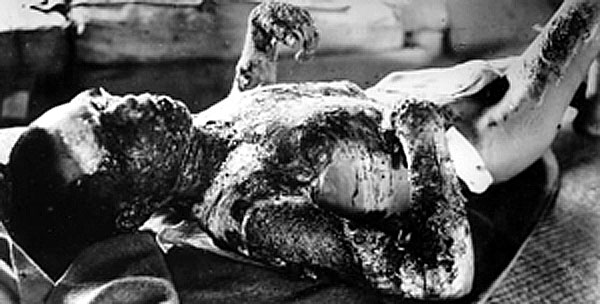
Popáleniny na jedné z obětí hirošimské pumy
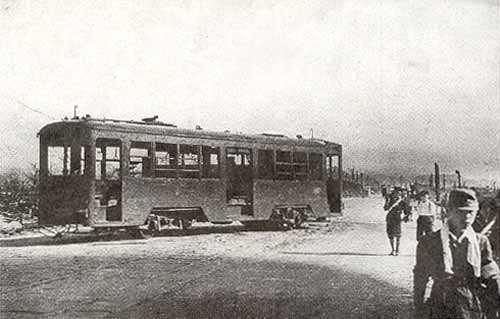
Tramvaj zničená při výbuchu
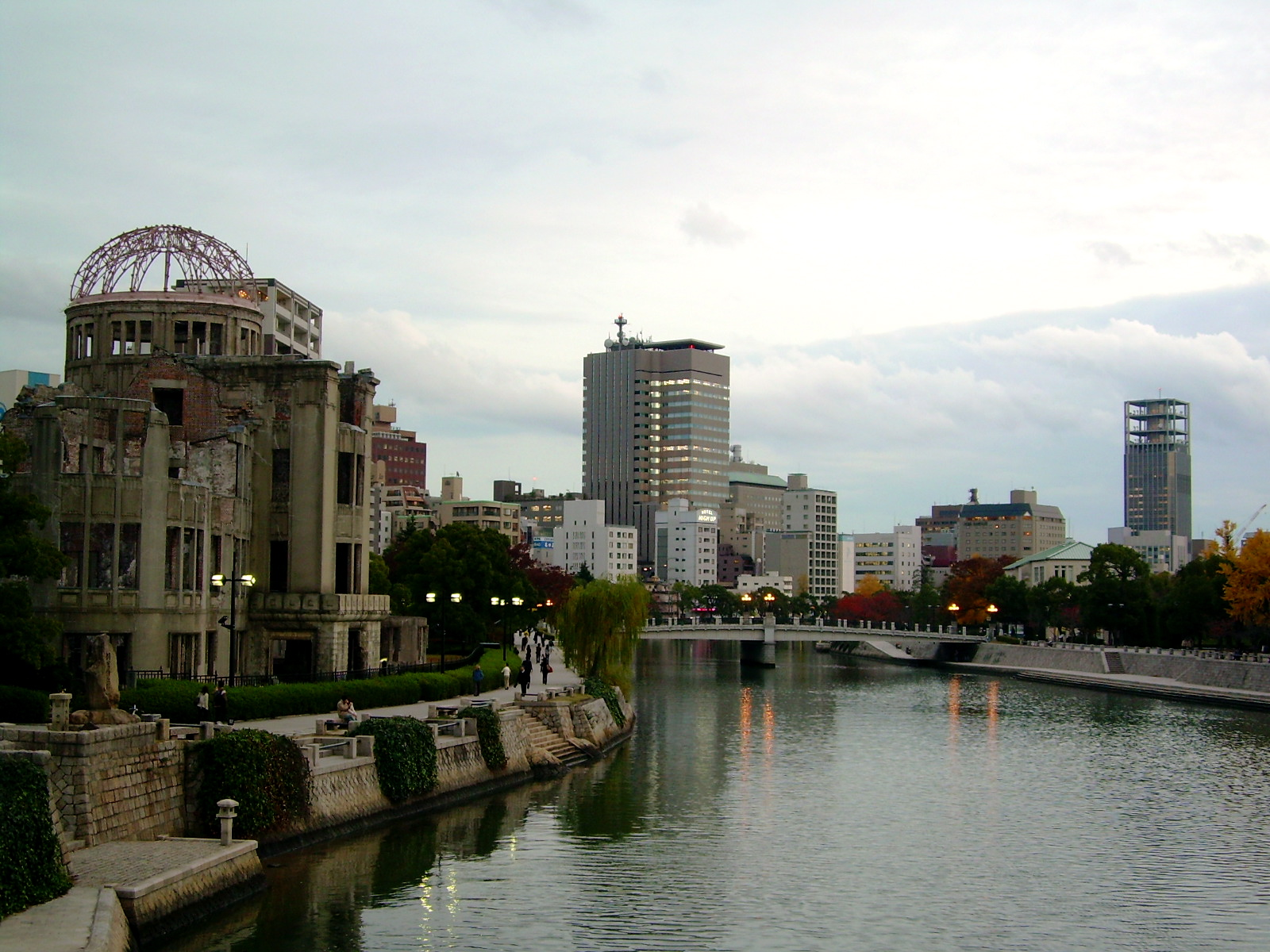
Atomový dóm, torzo budovy od českého architekta Jana Letzela, která jako jedna z mála přežila atomový výbuch

### Nagasaki

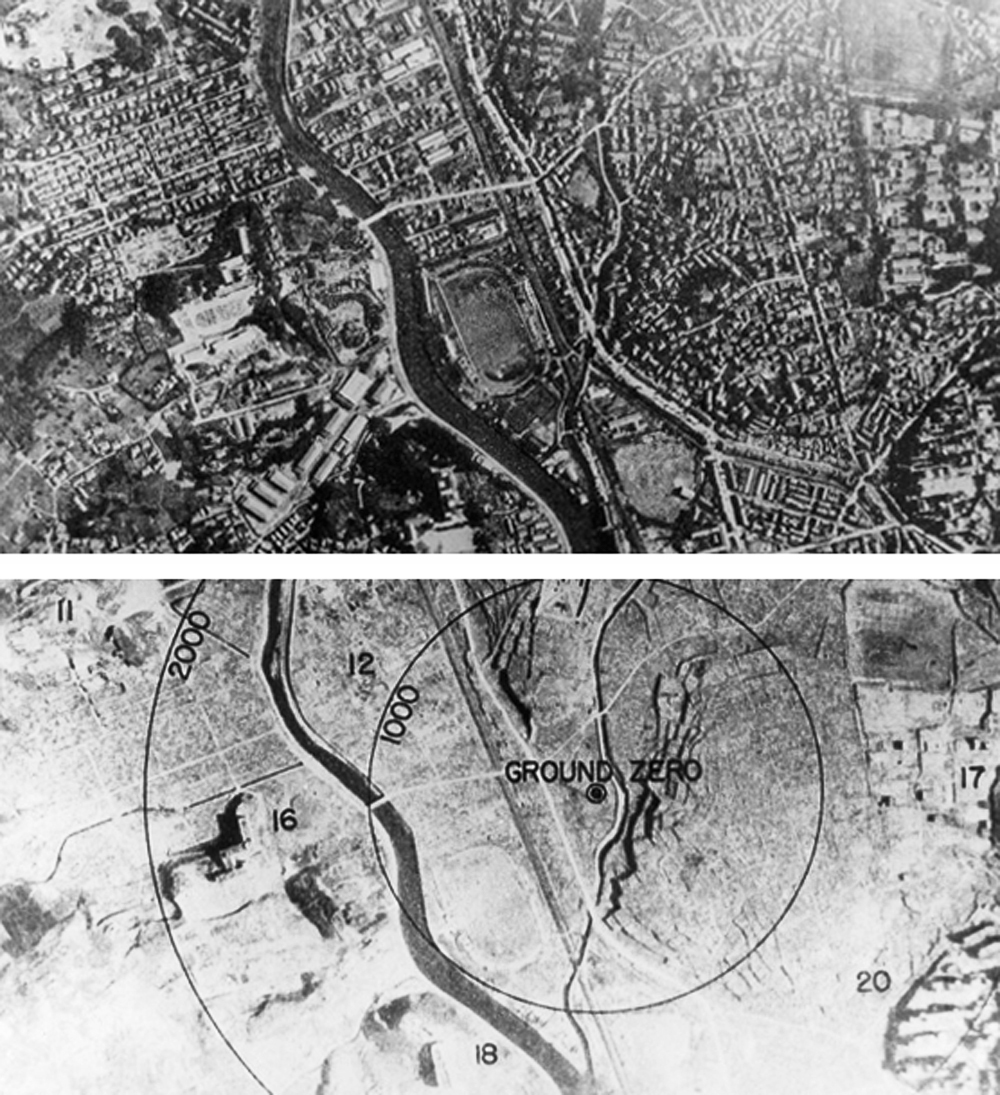
Před a po výbuchu
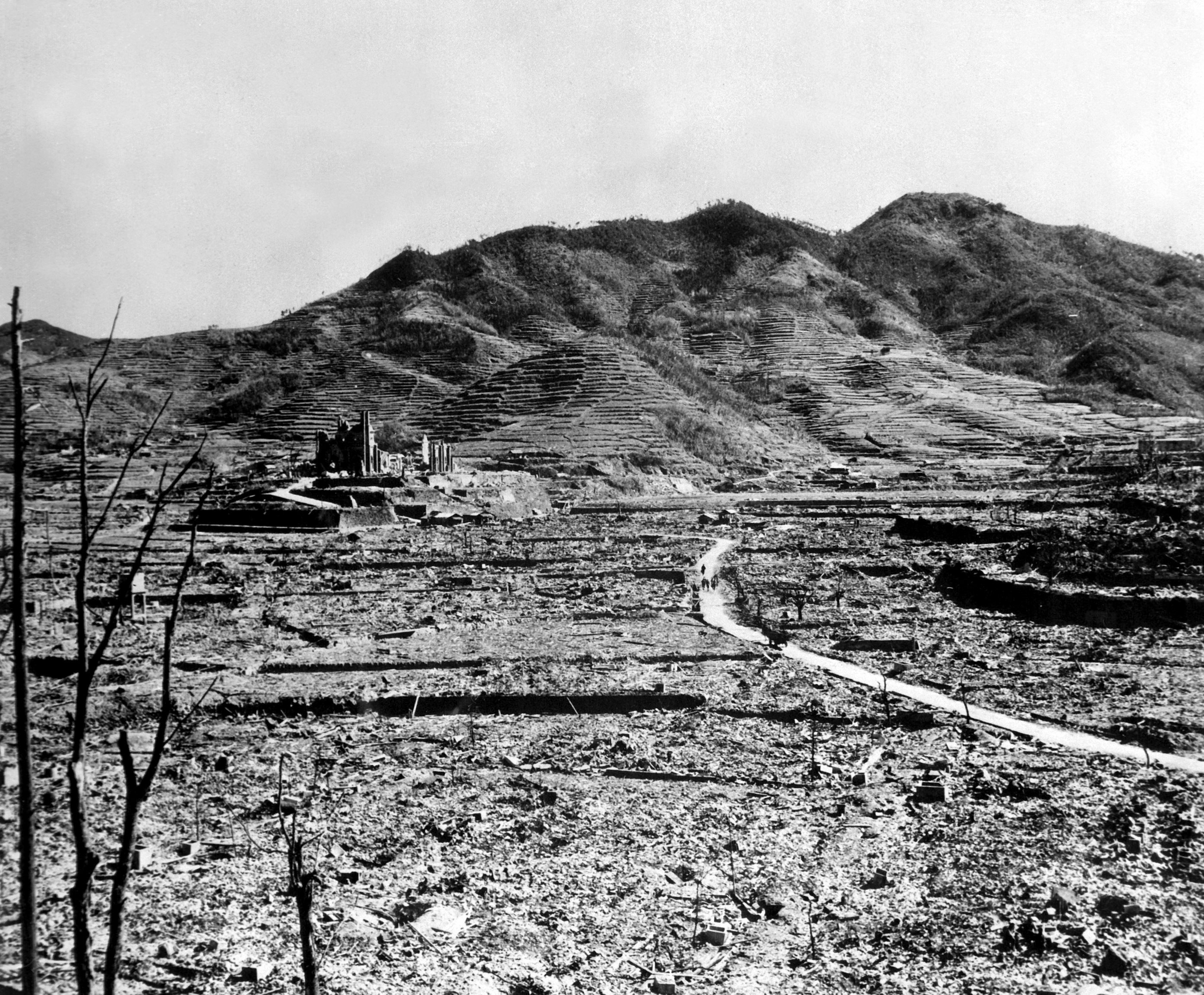
Měsíční krajina – v pozadí urakamský chrám
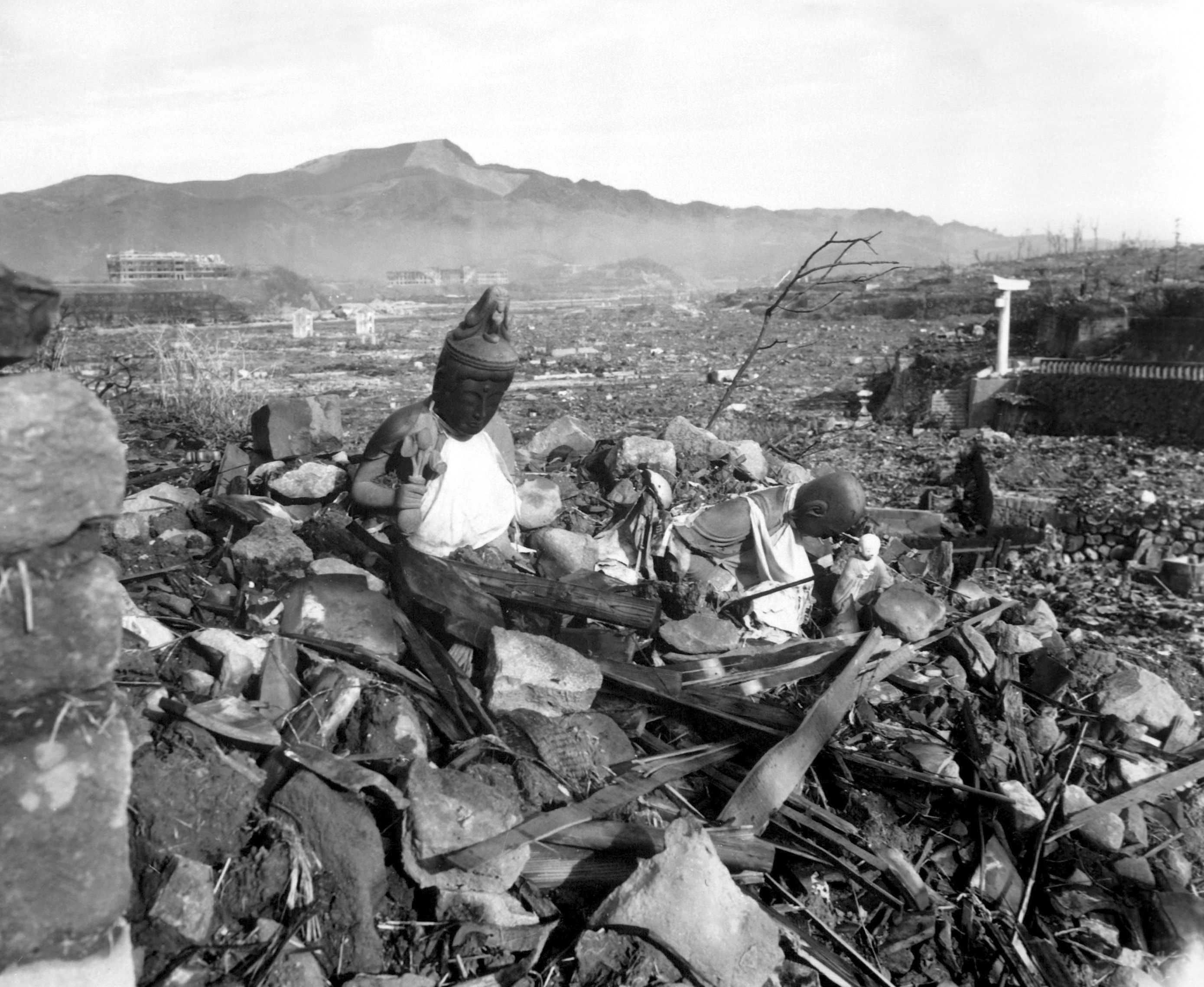
Zničený Buddhistický chrám
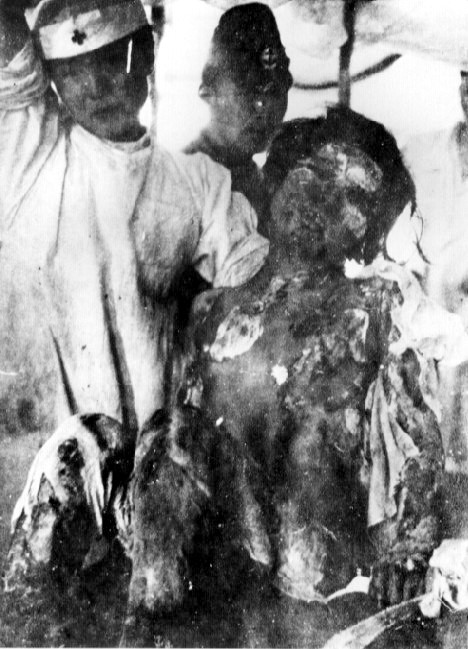
Zbytky těla čtrnáctileté studentky
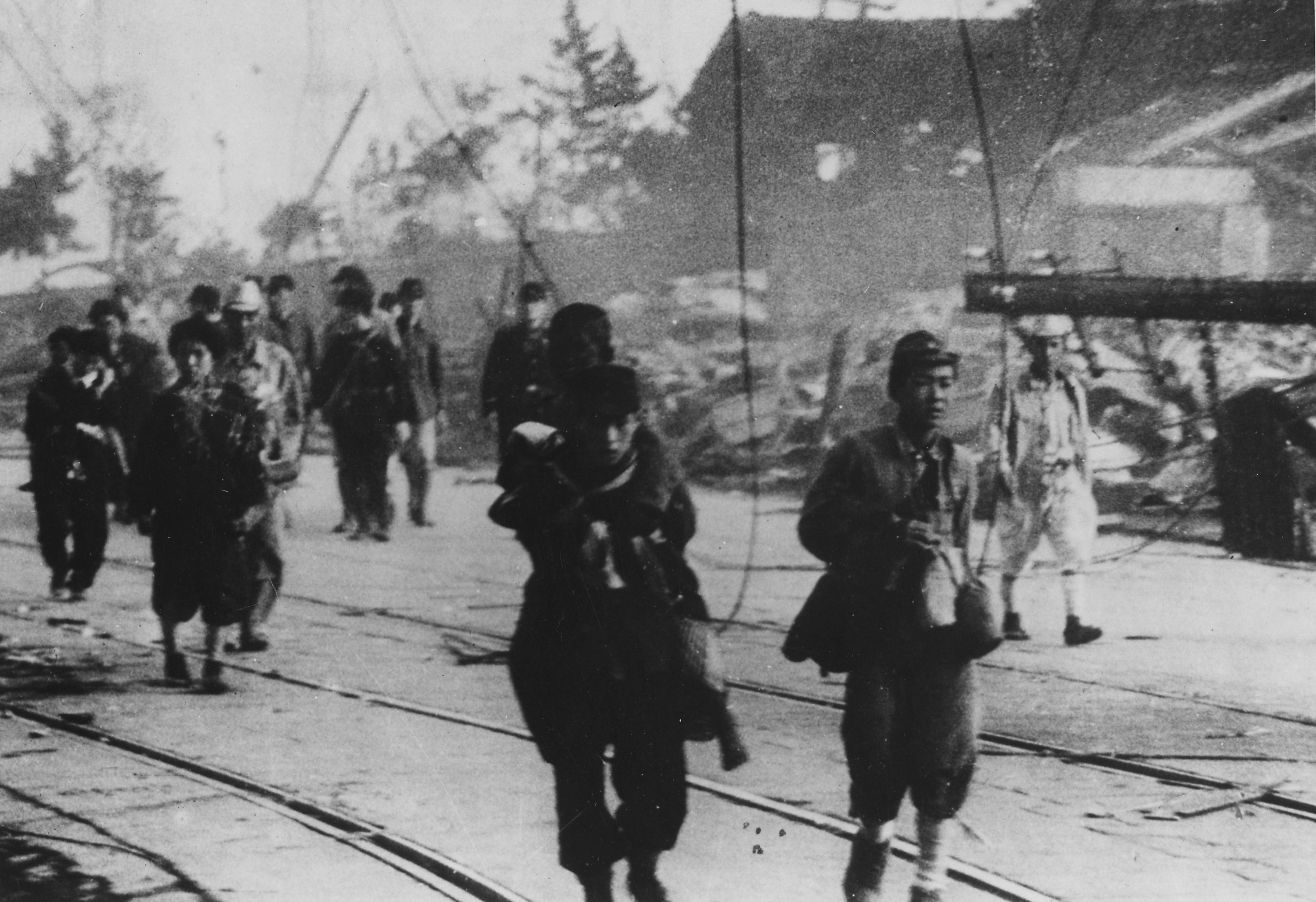
Přeživší uprchlíci